# Capitoli di Berserk

Copertina del numero 61 dell'edizione italiana

Questa è la lista dei capitoli di Berserk, manga di Kentarō Miura, la cui storia segue le avventure del guerriero mercenario Gatsu. I capitoli del manga sono serializzati in Giappone dal 25 agosto 1989 nella collana Young Animal di Hakusensha e raccolti finora in 42 volumi tankōbon pubblicati in modo discontinuo a partire dal 26 novembre 1990.
Berserk è suddiviso in archi narrativi composti da capitoli che comprendono ampie parti specifiche della storia complessiva. Questi sono: il Guerriero Nero (volumi 1-3); l'età dell'oro (volumi 3-14); i capitoli della condanna (volumi 14-21); i capitoli del falco del regno millenario (volume 22-35); e i capitoli del mondo fantastico (volumi 35-).
L'edizione italiana è edita da Planet Manga, divisione di Panini Comics, dall'agosto del 1996 in albi di dimensione pari alla metà di un volume giapponese e con le tavole ribaltate rispetto all'originale per permettere una lettura da sinistra a destra. Due ristampe successive intitolate Berserk Collection e Serie nera sono pubblicate sempre da Panini Comics mantenendo il formato della serie originale, mentre l'edizione Maximum Berserk conserva il senso di lettura da destra a sinistra in volumi di trecento pagine, pari a un tankōbon e mezzo.

## Volumi 1-10
| Nº | Titolo italiano Giapponese 「Kanji」 - Rōmaji | Data di prima pubblicazione          | Data di prima pubblicazione   |
| Nº | Titolo italiano Giapponese 「Kanji」 - Rōmaji | Giapponese                           | Italiano                      |
| 1  | Berserk 1 Berserk 2 「ベルセルク 1」 | 26 novembre 1990 ISBN 4-592-13574-1  | agosto 1996 ottobre 1996      |
| 1  | Capitoli - Il guerriero nero (黒い剣士?, Kuroi kenshi) - Il marchio (烙印?, Rakuin) - Gli angeli custodi dei desideri (1) (欲望の守護天使(1)?, Yokubō no shugotenshi (1)) |                                      |                               |
| 1  | Trama Gatsu, un mercenario dall'oscuro passato, giunge in una città oppressa dal malefico Barone di Koca. In una taverna, Gatsu uccide alcuni briganti che stavano seviziando l’elfo Pak, tenendone in vita uno per avvertire il loro padrone che il Guerriero Nero è arrivato. Il feudatario della città, che teme rappresaglie da parte del Barone (in realtà un Apostolo, ovvero una creatura demoniaca che si ciba di umani) fa arrestare Gatsu. Il Barone decide tuttavia di sterminare tutti gli abitanti e dà fuoco alla città. Gatsu viene liberato dalla sua cella da Pak e affronta il Barone, che si trasforma in un serpente. Dopo essere riuscito a prevalere grazie alla sua enorme spada, Gatsu cerca di estorcere dal Barone il nascondiglio della Mano di Dio ma, accortosi che il suo avversario non ne è a conoscenza, lascia che bruci. Pak segue così Gatsu e i due accettano un passaggio sul carro di un monaco e di sua figlia, nonostante il Guerriero li metta in guardia circa la propria tendenza ad attirare spiriti maligni. Di notte, il “Marchio di un Sacrificato” al collo di Gatsu inizia a sanguinare ed egli deve fronteggiare l'attacco di un esercito di scheletri tornati in vita, che si conclude con l'uccisione del monaco e della figlia. Giunti in una città dove il Conte fa decapitare una donna accusata di eresia, Gatsu si accorge che si tratta di un Apostolo e gli palesa l'intento di ucciderlo. Dopo aver sconfitto alcuni soldati del Conte, tra cui il capitano Zondark, Gatsu fugge con l'aiuto di un vecchio medico che desidera vendetta dopo che il Conte lo ha orribilmente mutilato. Nel proprio covo, il medico dimostra a Gatsu di possedere un Bejelit.             |                                      |                               |
| 2  | Berserk 3 Berserk 4 「ベルセルク 2」 | 26 febbraio 1991 ISBN 4-592-13575-X  | dicembre 1996 febbraio 1997   |
| 2  | Capitoli - Gli angeli custodi dei desideri (2) (欲望の守護天使(2)?, Yokubō no shugotenshi (2)) - Gli angeli custodi dei desideri (3) (欲望の守護天使(3)?, Yokubō no shugotenshi (3)) |                                      |                               |
| 2  | Trama Il medico spiega di chiamarsi Vargas e di aver sottratto il Bejelit al Conte 7 anni prima. Gatsu gli rivela che esso è una chiave per evocare la Mano di Dio. Intanto, il Conte trasferisce una parte di sé a Zondark, rendendolo un mostro guidato dal solo istinto di vendetta. Su suggerimento di un informatore, Zondark irrompe nel nascondiglio di Vargas e lo cattura, mentre Gatsu e Pak fuggono con il Bejelit. Il Conte ordina l'esecuzione di Vargas, sperando di far uscire allo scoperto anche Gatsu, che tuttavia rimane ad assistere nell'ombra, mentre un compassionevole Pak tenta di intervenire ma viene catturato e offerto alla figlia del Conte, Teresia, come animaletto domestico. La ragazza, rinchiusa nel palazzo dalla nascita a causa della paura del padre che possa entrare in contatto con eretici, permette a Pak di fuggire e, appena le si presenta l’occasione, fugge a sua volta. Gatsu muove intanto la sua offensiva al Conte ma deve prima affrontare Zondark, su cui riesce a prevalere mozzandogli la testa. Indebolito, il mercenario affronta infine il Conte, il quale rivela la sua vera forma di lumacone gigante, in grado di rigenerarsi ad ogni colpo subito. Nonostante un fendente al volto, l'Apostolo sembra avere la meglio su Gatsu. |                                      |                               |
| 3  | Berserk 5 Berserk 6 「ベルセルク 3」 | 25 ottobre 1991 ISBN 4-592-13576-8   | aprile 1997 maggio 1997       |
| 3  | Capitoli - Gli angeli custodi dei desideri (4) (欲望の守護天使(4)?, Yokubō no shugotenshi (4)) - Gli angeli custodi dei desideri (5) (欲望の守護天使(5)?, Yokubō no shugotenshi (5)) - Gli angeli custodi dei desideri (6) (欲望の守護天使(6)?, Yokubō no shugotenshi (6)) - L'età dell'oro (1) (黄金時代(1)?, Ōgon jidai (1)) |                                      |                               |
| 3  | Trama Teresia si introduce nel salone dove il Conte e Gatsu stanno combattendo e Gatsu la usa come scudo per far tentennare il Conte e recidergli la testa, che si diverte poi a torturare. Tuttavia, il desiderio del Conte di sopravvivere risveglia il Bejelit, che apre il passaggio per la dimensione della Mano di Dio. Qui Gatsu ritrova Grifis, ora uno dei cinque membri della Mano di Dio col nome di Phemt e prova ad attaccarlo ma inutilmente. Un altro membro, Boid, dice al Conte che l'unico modo per salvarsi è sacrificare una persona cara, in questo caso Teresia, come aveva fatto anni prima con la moglie dopo averla sorpresa in un'orgia pagana, divenendo così un Apostolo. Restio a rinunciare alla figlia, il Conte viene perciò condotto all'inferno da una catena di spiriti dannati, mentre la Mano di Dio scompare. Inorridita da ciò che ha visto, Teresia giura vendetta nei confronti di Gatsu per averle rovinato la vita. Andandosene, Gatsu ripensa a quando nacque da una donna impiccata e venne adottato da Sys, la compagna del mercenario Gambino. In pochi anni Sys morì di peste e Gambino prese in custodia il bambino, allenandolo nel combattimento per guadagnarsi il suo posto nella compagnia. A nove anni ed in seguito alla sua prima battaglia, Gatsu venne venduto da Gambino a uno dei suoi mercenari, Donovan, il quale lo violentò. |                                      |                               |
| 4  | Berserk 7 Berserk 8 「ベルセルク 4」 | 26 febbraio 1992 ISBN 4-592-13577-6  | giugno 1997 luglio 1997       |
| 4  | Capitoli - L'età dell'oro (2) (黄金時代(2)?, Ōgon jidai (2)) - L'età dell'oro (3) (黄金時代(3)?, Ōgon jidai (3)) - L'età dell'oro (4) (黄金時代(4)?, Ōgon jidai (4)) - L'età dell'oro (5) (黄金時代(5)?, Ōgon jidai (5)) - L'età dell'oro (6) (黄金時代(6)?, Ōgon jidai (6)) |                                      |                               |
| 4  | Trama Durante la missione successiva Gatsu si vendica di Donovan uccidendolo; poco dopo Gambino viene ferito ad una gamba e deve abbandonare la sua carriera da mercenario. Due anni dopo, Gatsu continua a combattere per sostenere il padre adottivo ma l'uomo si scaglia contro di lui accusandolo di essere la causa di tutte le sue sfortune. Gatsu è costretto ad uccidere Gambino per difendersi e fugge dalla compagnia per evitare ritorsioni. Dopo quattro anni trascorsi a combattere come mercenario, Gatsu sconfigge il potente Bazooso, attirando l'attenzione della Squadra dei Falchi. Gatsu combatte contro alcuni membri del gruppo sconfiggendoli facilmente ma è sopraffatto dal leader Grifis, estremamente abile nell'uso della spada. Grifis convince Gatsu ad entrare nella Squadra dei Falchi, sebbene alcuni membri del gruppo nutrano delle riserve nei suoi confronti, tra cui il pavido e sbruffone Kolcas e la giovane Caska. Nella missione seguente Grifis ordina a Gatsu di ricoprire il delicato ruolo della retroguardia. |                                      |                               |
| 5  | Berserk 9 Berserk 10 「ベルセルク 5」 | 29 marzo 1993 ISBN 4-592-13578-4     | agosto 1997 ottobre 1997      |
| 5  | Capitoli - L'età dell'oro (7) (黄金時代(7)?, Ōgon jidai (7)) - L'età dell'oro (8) (黄金時代(8)?, Ōgon jidai (8)) - 1. Il vento della spada (剣風?, Kenpū) - 2. Zodd l'immortale (1) (不死のゾッド(1)?, Nosuferatu no Zoddo (1)) - 3. Zodd l'immortale (2) (不死のゾッド(2)?, Nosuferatu no Zoddo (2)) - 4. Zodd l'immortale (3) (不死のゾッド(3)?, Nosuferatu no Zoddo (3)) - 5. Zodd l'immortale (4) (不死のゾッド(4)?, Nosuferatu no Zoddo (4)) - 6. Il padrone della spada (1) (剣の主(1)?, Tsurugi no aruji (1)) |                                      |                               |
| 5  | Trama Gatsu porta a termine la missione con l'aiuto di Grifis, il quale torna a soccorrerlo. Grazie al coraggio dimostrato, Gatsu inizia ad essere accettato dal resto della Squadra dei Falchi, attirandosi le simpatie dei giovani Rickert e Judo e del laconico Pipin. Grifis confessa a Gatsu il suo sogno di voler costruire un proprio regno e gli mostra inoltre il suo talismano Bejelit, datogli da una chiaroveggente, che identifica le persone destinate a conquistare il mondo. Tre anni dopo, la Squadra dei Falchi annienta i Montoni Neri di Tuder e viene arruolata nelle file dell'esercito delle Midlands per la guerra dei cento anni, con Grifis che è nominato cavaliere dal re. Durante un assedio, Gatsu fronteggia Zodd, un Apostolo di 300 anni dalla forza sovrumana; lo scontro è tremendo e il giovane non riesce a sconfiggerlo neanche quando viene coadiuvato da Grifis. Quando Zodd si appresta a sferrare il colpo di grazia ai due, scorge sul collo di Grifis il Bejelit Cremisi e lo risparmia, per poi volare via dopo aver profetizzato a Gatsu che l'amicizia con quell'uomo lo porterà alla morte. Ripresisi dallo scontro, Gatsu domanda a Grifis per quale motivo abbia rischiato la vita per lui. |                                      |                               |
| 6  | Berserk 11 Berserk 12 「ベルセルク 6」 | 29 settembre 1993 ISBN 4-592-13579-2 | 4 dicembre 1997 febbraio 1998 |
| 6  | Capitoli - 7. Il padrone della spada (2) (剣の主(2)?, Tsurugi no aruji (2)) - 8. L'assassino (1) (暗殺者(1)?, Ansatsusha (1)) - 9. L'assassino (2) (暗殺者(2)?, Ansatsusha (2)) - 10. L'assassino (3) (暗殺者(3)?, Ansatsusha (3)) - 11. L'assassino (4) (暗殺者(4)?, Ansatsusha (4)) - 12. Cose preziose (貴きもの?, Tōtoki mono) - 13. Scendere in campo (出陣?, Shutsujin) - 14. La battaglia (合戦?, Kasshen) - 15. Caska (1) (キャスカ(1)?, Kyasuka (1)) - 16. Caska (2) (キャスカ(2)?, Kyasuka (2)) |                                      |                               |
| 6  | Trama Mentre si trova nella capitale Windom per rimettersi dalle ferite riportate, Grifis fa la conoscenza della principessa Charlotte e di suo zio il generale Yulius, capofila dell'ala conservatrice che osteggia la Squadra dei Falchi e il suo giovane leader per la rapida ascesa sociale. Su suggerimento del ministro Phos, Yulius tenta di eliminare Grifis durante una battuta di caccia per farlo sembrare un incidente, ma la freccia avvelenata che avrebbe dovuto ucciderlo viene schermata dal Bejelit. Per vendicarsi, Grifis chiede a Gatsu di uccidere Yulius; egli porta rapidamente a compimento la missione ma è costretto a uccidere anche il giovane figlio di Yulius, Adonis, per non lasciare testimoni. Direttosi a fare rapporto a Grifis e colpito dai sensi di colpa, Gatsu assiste ad un dialogo tra il suo comandante e Charlotte, in cui Grifis ammette di non considerare i Falchi suoi amici ma dei semplici strumenti per realizzare i suoi sogni. Ritornati sui campi di battaglia, i Falchi affrontano i soldati di Tuder. Caska è colpita da dolori mestruali e ha la peggio sul comandante Adon Koborwitz, ma viene salvata da Gatsu; quando la ragazza sviene, Adon ne approfitta per colpire Gatsu con un dardo e i due cadono da un dirupo nel fiume sottostante. Sopravvissuti alla caduta, Gatsu trascina Caska in una grotta dove i due si riprendono. Caska gli racconta che, nata da umili origini, era entrata a far parte dei Falchi dopo che Grifis l'aveva salvata da un nobile che voleva violentarla. |                                      |                               |
| 7  | Berserk 13 Berserk 14 「ベルセルク 7」 | 29 marzo 1994 ISBN 4-592-13580-6     | 2 aprile 1998 maggio 1998     |
| 7  | Capitoli - 17. Caska (3) (キャスカ(3)?, Kyasuka (3)) - 18. Viaggio suicida (1) (決死行(1)?, Kesshikō (1)) - 19. Viaggio suicida (2) (決死行(2)?, Kesshikō (2)) - 20. Viaggio suicida (3) (決死行(3)?, Kesshikō (3)) - 21. Sopravvivere (生還?, Seikan) - 22. I falò dei sogni (夢のかがり火?, Yume no kagaribi) - 23. La battaglia per la conquista di Dordrey (1) (ドルドレイ攻略戦(1)?, Dorudorei kōryakusen (1)) - 24. La battaglia per la conquista di Dordrey (2) (ドルドレイ攻略戦(2)?, Dorudorei kōryakusen (2)) - 25. La battaglia per la conquista di Dordrey (3) (ドルドレイ攻略戦(3)?, Dorudorei kōryakusen (3)) - 26. La battaglia per la conquista di Dordrey (4) (ドルドレイ攻略戦(4)?, Dorudorei kōryakusen (4)) |                                      |                               |
| 7  | Trama Dopo aver conosciuto Grifis, Caska era rimasta affascinata dal suo carisma, desiderando esserne la spada, ma l'avvento di Gatsu aveva cambiato Grifis, motivo per il quale la ragazza non riesce a perdonarlo. Sebbene non si siano ancora pienamente ripresi, Gatsu e Caska lasciano il nascondiglio, ma Adon Koborwitz e cento dei suoi uomini tendono loro una trappola; Gatsu chiede a Caska di mettersi in salvo e affronta da solo lo squadrone, riuscendo a uccidere tutti i suoi avversari tranne Adon che si finge morto. Durante la convalescenza, Gatsu si rende conto di essere fuori posto nei Falchi, in quanto non cova nessun sogno personale e non si identifica in quello di Grifis; egli medita dunque di lasciare la compagnia al termine della guerra. Nel frattempo il Re delle Midlands ordina a Grifis di guidare i suoi Falchi alla presa di Dordrey, una fortezza strategica situata al confine e sfruttata da Tuder come avamposto per le sue incursioni. Con la nomea di Dordrey di essere una fortezza imprendibile, l'armata più forte di Tuder a proteggerla — il Sacro ordine del Rinoceronte Viola sotto la guida dell'esperto generale Bascon — e in netta minoranza, la missione sembra disperata. Tuttavia Bascon è sottomesso agli ordini del governatore Genon, con cui Grifis aveva trascorso una notte in cambio di soldi per la sua neonata compagnia. L'ossessione dell'uomo per Grifis lo spinge a cadere nella trappola dei Falchi e a caricare frontalmente l'esercito avversario, svuotando così la fortezza. Mentre Gatsu duella con Bascon, Caska guida un corpo d'incursione a Dordrey, dove si scontra con Adon e i suoi pochi cavalieri.                                     |                                      |                               |
| 8  | Berserk 15 Berserk 16 「ベルセルク 8」 | 29 settembre 1994 ISBN 4-592-13690-X | giugno 1998 luglio 1998       |
| 8  | Capitoli - 27. La battaglia per la conquista di Dordrey (5) (ドルドレイ攻略戦(5)?, Dorudorei kōryakusen (5)) - 28. La battaglia per la conquista di Dordrey (6) (ドルドレイ攻略戦(6)?, Dorudorei kōryakusen (6)) - 29. Il trionfo (凱旋?, Gaisen) - 30. Il momento di gloria (栄光の瞬間?, Eikō no toki) - 31. Una lapide di fiamme (1) (炎の墓標(1)?, Honō no bohyō (1)) - 32. Una lapide di fiamme (2) (炎の墓標(2)?, Honō no bohyō (2)) - 33. In una notte nevosa (ある雪の夜に...?, Aru yuki no yoru ni...) - 34. Il giorno della partenza (1) (旅立ちの朝(1)?, Tabidachi no asa (1)) - 35. Il giorno della partenza (2) (旅立ちの朝(2)?, Tabidachi no asa (2)) - 36. Il giorno della partenza (3) (旅立ちの朝(3)?, Tabidachi no asa (3)) |                                      |                               |
| 8  | Trama Indebolitasi nello scontro con i cento soldati di Adon, la spada di Gatsu viene infine rotta da Bascon. Proprio mentre il generale si appresta a infliggere il colpo decisivo, Zodd lancia a Gatsu la sua scimitarra ed egli, cogliendo di sorpresa Bascon, lo decapita. Nel frattempo Caska e i suoi uomini sconfiggono la guarnigione di Adon ed issano il vessillo della Squadra dei Falchi sulla fortezza di Dordrey, causando il panico nell'esercito di Tuder già privo del suo comandante. Mentre i Falchi disperdono i nemici in fuga, Grifis uccide Genon per assicurarsi che il suo segreto rimanga al sicuro. Zodd, che ha osservato la battaglia da lontano, se ne va profetizzando l’arrivo dell’Eclissi e l’avvento del re del male. La battaglia mette fine alla guerra e Grifis torna in trionfo a Windom dove è nominato conte e generale, mentre i membri della Squadra dei Falchi sono eletti cavalieri. Intimoriti dai suoi successi personali e ritenendolo responsabile della morte di Yulius, la regina, Phos e altri ministri tramano di avvelenare Grifis durante la cerimonia. Il giovane intuisce tuttavia le loro intenzioni, rapisce la figlia di Phos per sfruttarlo come sua spia e dà fuoco all'edificio dove si erano riuniti i cospiratori, uccidendoli. Un mese dopo, sentendosi sempre più imprigionato all'ombra di Grifis, Gatsu decide di lasciare la squadra in cerca della propria identità. Grifis non vuole però lasciarlo andar via e lo sfida nuovamente a duello per riconquistarsi la sua libertà; forgiato dalle numerose battaglie trascorse al comando della squadra d'assalto, Gatsu ha la meglio con un solo colpo e si allontana lasciando Grifis sconvolto e amareggiato. |                                      |                               |
| 9  | Berserk 17 Berserk 18 「ベルセルク 9」 | 29 marzo 1995 ISBN 4-592-13691-8     | agosto 1998 ottobre 1998      |
| 9  | Capitoli - 37. Il cavaliere del teschio (髑髏の騎士?, Dokuro no kishi) - 38. L'inizio della notte eterna (果てしなき夜の始まり?, Hateshinaki yoru no hajimari) - 39. Il falco caduto (墜ちた鷹?, Ochita taka) - 40. L'epilogo del sogno (夢の終焉?, Yume no shūen) - 41. La contesa (闘技会?, Tōgikai) - 42. I fuggiaschi (逃亡者たち?, Tōbōsha-tachi) - 43. Il guerriero (闘者?, Tōsha) - 44. Compagni d'armi (戦友?, Sen'yū) - 45. Confessioni (告白?, Kokuhaku) - 46. Ferite (1) (傷(1)?, Kizu (1)) - 47. Ferite (2) (傷(2)?, Kizu (2)) |                                      |                               |
| 9  | Trama La prima notte lontano dai suoi compagni, Gatsu fa la conoscenza del Cavaliere del Teschio, che preannuncia al guerriero un evento mortale che si verificherà l'anno seguente durante l'Eclisse. A Windom intanto, Grifis è sconvolto per l'abbandono di Gatsu e, volendo accelerare i tempi, seduce la principessa Charlotte. Viene però scoperto ed il re, che per la figlia prova un amore al limite dell'incesto, in preda all'ira, lo fa imprigionare. Nel corso delle torture subite, Grifis perde il Bejelit. Il sovrano ordina inoltre che la Squadra dei Falchi venga sterminata e, solo grazie alla guida di Caska, una parte di loro riesce a mettersi in salvo. Gatsu passa intanto un anno intero ad allenarsi con la spada e, partecipando ad una giostra, apprende che i Falchi sono diventati banditi e si nascondono lì vicino. Egli raggiunge quindi i suoi vecchi compagni e li salva da un assalto a sorpresa, sconfiggendo Shilat, un guerriero Barkilaka. Mentre i Falchi si preparano a soccorrere Grifis, Gatsu e Caska chiudono i conti col passato e si abbandonano a una notte d'amore. |                                      |                               |
| 10 | Berserk 19 Berserk 20 「ベルセルク 10」 | 29 settembre 1995 ISBN 4-592-13692-6 | dicembre 1998 febbraio 1999   |
| 10 | Capitoli - 48. Scintille in punta di spada (切っ先の火花?, Kissaki no hibana) - 49. Fra le mura di Windom (1) (ウィンダム潜入(1)?, Windamu sennyū) - 50. Fra le mura di Windom (2) (ウィンダム潜入(2)?, Windamu sennyū) - 51. La vigilia della festa (1) (前夜祭(1)?, Zen'yasai (1)) - 52. La vigilia della festa (2) (前夜祭(2)?, Zen'yasai (2)) - 53. Il luogo sigillato per mille anni (千年封土?, Sennen hōdo) - 54. Rincontrarsi nelle tenebre (深淵の再会?, Shin'en no saikai) - 55. Una scia di sangue (血路?, Ketsuro) - 56. I Barkilaka (1) (バーキラカ(1)?, Bākiraka (1)) - 57. I Barkilaka (2) (バーキラカ(2)?, Bākiraka (2)) - 58. Il fiore del castello di pietra (石の王城の花?, Ishi no shiro no hana) |                                      |                               |
| 10 | Trama Gatsu racconta a Caska di essersi allenato per un anno nelle montagne in compagnia del fabbro Godor e di sua figlia, dove ha maturato la convinzione che il suo scopo è continuare a combattere avversari sempre più forti. Pur non desiderando quindi tornare a far parte dei Falchi, accetta di aiutare la squadra a far evadere Grifis. Mentre il grosso della banda si accampa alle porte della città, Caska, Gatsu, Judo e Pipin, con l'aiuto della principessa Charlotte, si introducono nella Torre della Rinascita. Qui trovano un Grifis distrutto, coi tendini degli arti recisi, la lingua strappata e ferite ed escoriazioni su tutto il corpo, ma ancora in vita. Intanto il resto della squadra viene attaccata dagli Apostoli e solo Rickert sopravvive grazie all'intervento del Cavaliere del Teschio. Quando il boia dà l'allarme, Gatsu si fa strada tra i soldati e conduce il gruppo al di fuori della torre. Tenendo in ostaggio Charlotte, la squadra riesce ad allontanarsi ma il re manda al loro inseguimento degli assassini Barkilaka. Gatsu, Caska, Judo e Pipin hanno la meglio ma Charlotte è ricondotta dal re. Nonostante le intercessioni della figlia, il sovrano scatena contro i Falchi la squadra dei Cani Neri, ex criminali il cui capo Wiald ha già ricevuto una mansione riguardante Grifis. |                                      |                               |

## Volumi 11-20
| Nº | Titolo italiano Giapponese 「Kanji」 - Rōmaji | Data di prima pubblicazione          | Data di prima pubblicazione      |
| Nº | Titolo italiano Giapponese 「Kanji」 - Rōmaji | Giapponese                           | Italiano                         |
| 11 | Berserk 21 Berserk 22 「ベルセルク 11」 | 29 marzo 1996 ISBN 4-592-13693-4     | 1º aprile 1999 6 maggio 1999     |
| 11 | Capitoli - 59. Cani infernali (1) (魔犬(1)?, Maken (1)) - 60. Cani infernali (2) (魔犬(2)?, Maken (2)) - 61. Cani infernali (3) (魔犬(3)?, Maken (3)) - 62. Cani infernali (4) (魔犬(4)?, Maken (4)) - 63. Latrati di follia (狂獣咆哮?, Kyōjū hōkō) - 64. Tragedia nel bosco (惨劇の森?, Sangeki no mori) - 65. Battaglia mortale (1) (死闘(1)?, Shitō (1)) - 66. Battaglia mortale (2) (死闘(2)?, Shitō (2)) - 67. L'armatura nel cuore (甲冑は胸に?, Yoroi wa mune ni) - 68. L'essere giunto in volo... (飛来者...?, Hiraisha...) - 69. L'immortale ritorna (不死者再び?, Fushisha futatabi) |                                      |                                  |
| 11 | Trama I Cani Neri si mettono all'inseguimento dei Falchi, i quali, rallentati dal ferito Grifis, vengono rapidamente raggiunti. Una serie di trappole disposte in precedenza dai Falchi abbatte gran parte degli inseguitori, ma il loro leader Wiald e un piccolo gruppo supera comunque le difese. Wiald si rivela essere un Apostolo e si trasforma in un mostro gigantesco dall'aspetto scimmiesco; in questo stato uccide molti soldati di entrambi gli schieramenti, mette al tappeto Gatsu e tenta di stuprare Caska. Gatsu si riprende giusto in tempo per salvare la donna e, al termine di una drammatica lotta, riesce a trafiggere Wiald al collo, lasciandolo per morto. Mentre i Falchi si riprendono dallo scontro, tuttavia, l'Apostolo li sorprende e afferra Grifis. Conscio di essere prossimo alla morte, Wiald spinge Grifis a invocare la Mano di Dio, ma quando si rende conto che l'uomo non è più in possesso del Bejelit si infuria e intende ucciderlo. Giunge però improvvisamente Zodd, il quale fa a pezzi Wiald e rivela a Gatsu che presto la sua profezia si compirà. |                                      |                                  |
| 12 | Berserk 23 Berserk 24 「ベルセルク 12」 | 27 settembre 1996 ISBN 4-592-13694-2 | 3 giugno 1999 1º luglio 1999     |
| 12 | Capitoli - 70. Il requiem del vento (風の鎮魂歌?, Kaze no rekuiemu) - 71. Guerrieri al tramonto (黄昏の戦士達?, Tasogare no senshi-tachi) - 72. Il ragazzo nel vicolo (路地裏の少年?, Rojiura no shōnen) - 73. Eclissi (蝕?, Shoku) - 74. Il momento promesso (約束の刻?, Yakusoku no toki) - 75. L'avvento (降臨?, Kōrin) - 76. Mostri disumani (人外百鬼?, Ningai hyakki) - 77. Il castello (城?, Shiro) - 78. Separazione definitiva (決別?, Ketsubetsu) - 79. Il banchetto (宴?, Utage) |                                      |                                  |
| 12 | Trama I Falchi si interrogano sul futuro della squadra ora che il loro leader non è più in condizione di agire. Grifis, intanto, capisce che il suo sogno è finito per sempre e, preso dalla disperazione, tenta il suicidio trafiggendosi la gola, fallendo però nel tentativo. Improvvisamente, ritrova il Bejelit, il quale si attiva al contatto col suo sangue e con l'avvento di un'eclissi, trasportando lui e i Falchi in un'altra dimensione. In una folla di Apostoli, compaiono così i quattro membri della Mano di Dio, i quali rivelano che Grifis è in possesso di un Bejelit scarlatto che gli offre il diritto di poter rinascere come loro eguale sacrificando ciò che ha di più caro. Essi mostrano a Grifis ciò a cui lui anela veramente e gli spiegano che per realizzare il suo sogno non deve farsi scrupoli a camminare sui cadaveri. Scosso dalla visione, Grifis si rende conto di aver sempre anteposto il suo sogno al bene dei suoi seguaci, fino all'arrivo nella sua vita di Gatsu. Egli accetta dunque l'offerta della Mano di Dio, avviandosi a diventare un arcidemone, mentre i suoi compagni vengono marchiati e sbranati dagli Apostoli. Intanto, grazie ad un passaggio da parte di Pak e dei suoi compagni, Rickert giunge nei pressi del portale che ha trasportato i Falchi nella dimensione della Mano di Dio e scorge il Cavaliere del Teschio e Zodd combattere. |                                      |                                  |
| 13 | Berserk 25 Berserk 26 「ベルセルク 13」 | 28 marzo 1997 ISBN 4-592-13695-0     | 29 luglio 1999 2 settembre 1999  |
| 13 | Capitoli - 80. Tempesta di morte (1) (死の嵐(1)?, Shi no arashi (1)) - 81. Tempesta di morte (2) (死の嵐(2)?, Shi no arashi (2)) - 82. Il dio degli abissi (深淵の神?, Shin'en no kami) - 84. Sangue fresco (鮮血?, Senketsu) - 85. Movimento fetale (胎動?, Taidō) - 86. La nascita (誕生?, Tanjō) - 87. L'immagine persistente dell'occhio sinistro (右目の残照?, Migime no zanshō) - 88. L'evasione (脱出?, Dasshutsu) - 89. Risvegliarsi in un incubo (悪夢にめざめて?, Akumu ni mezamete) - 90. Corsa a perdifiato (疾走?, Shissō) - 91. Dichiarazione di guerra (反撃の誓い?, Hangeki no chikai) |                                      |                                  |
| 13 | Trama Gli Apostoli dilaniano tutti i membri della Squadra dei Falchi, a eccezione di Caska e Gatsu, il quale continua strenuamente a combattere. Intanto Grifis rinasce come l'arcidemone Phemt e si avventa su Caska, violentandola. Nel tentativo di salvarla, Gatsu perde il braccio sinistro e l'occhio destro. Prima che la carneficina riprenda, tuttavia, irrompe il Cavaliere del Teschio, il quale ha temporaneamente incapacitato Zodd, e riconduce Gatsu e Caska nel mondo reale. Incaricato Rickert di curare i due con la polvere d'elfo che questi porta con sé, il Cavaliere del Teschio convince Zodd a posticipare il loro scontro, prima di portare Gatsu, Caska e Rickert da Godor e sua figlia Erika. Alcuni giorni dopo, Gatsu riprende i sensi e scopre che Caska ha perso la ragione a seguito delle atrocità subite. Fuori di sé dal dolore, l'uomo si allontana dalla caverna dove era tenuto al sicuro e viene attaccato da alcuni spiriti. Il Cavaliere del Teschio interviene nuovamente ad aiutarlo e gli rivela che, a causa del marchio che gli è stato impresso sul collo, al calare del sole gli spiriti maligni lo attaccheranno per rivendicare ciò che è stato offerto loro. Gatsu allora giura di dedicare il resto della sua vita allo sterminio di queste creature e alla vendetta e, temendo per Caska, si fa ricondurre alla caverna. |                                      |                                  |
| 14 | Berserk 27 Berserk 28 「ベルセルク 14」 | 29 settembre 1997 ISBN 4-592-13696-9 | 7 ottobre 1999 4 novembre 1999   |
| 14 | Capitoli - 92. Il male in fasce (幼魔?, Yōma) - 93. L'armamento (武装?, Busō) - 94. Il cacciatore di draghi (ドラゴンを狩る者?, Doragon o karumono) Arco narrativo: I capitoli della condanna: Lost Children (断罪篇: ロスト・チルドレンの章?, Danzai hen: Rosuto Chirudoren no shō) - 95. Il ritorno del guerriero nero (黒い剣士、再び?, Kuroi kenshi, futatabi) - 96. Gli elfi della valle della nebbia (霧の谷の妖精?, Kiri no tani no yōsei) - 97. Jill (ジル?, Jiru) - 98. Venuti dal cielo (飛来?, Hirai) - 99. Pargoli insoliti (妖虫?, Yōchū) - Bonus. Berserk The Prototype |                                      |                                  |
| 14 | Trama Caska dà alla luce il figlio avuto da Gatsu, il quale però, a causa del suo prematuro contatto col seme malefico di Phemt, nasce allo stato embrionale e con una forma mostruosa, per poi sparire al sorgere del sole insieme agli altri spiriti. Con l'aiuto di Godor e Rickert, Gatsu ottiene dei nuovi armamenti, tra cui un braccio meccanico con impiantato un cannone e l'enorme spada Ammazzadraghi, grazie ai quali elimina un Apostolo che ha seguito il suo odore fino alla caverna. Lasciando Godor, Erika e Rickert a sorvegliare Caska, Gatsu decide quindi di partire per un vagabondaggio alla ricerca di Apostoli e con il fine ultimo di vendicarsi di Grifis. Intanto l'ordine cavalleresco della Sacra Catena Ferrea si mette sulle tracce del "Falco delle Tenebre", interpretando come un cattivo presagio il suo avvento e scoprendo il lago di sangue dove è avvenuto il massacro della Squadra dei Falchi. Trascorsi due anni, Gatsu salva la ragazzina Jill da alcuni banditi che l'avevano rapita. Riportandola al suo villaggio, Gatsu è osteggiato dal resto degli abitanti a causa dell'elfo Pak che lo accompagna, in quanto gli elfi attaccano e saccheggiano i villaggi limitrofi, rapendo i bambini. Pak sostiene tuttavia che gli elfi sono di natura pacifica e che è improbabile che siano stati loro a fare ciò. Quando infatti lo sciame di elfi attacca il villaggio, Gatsu si rende conto di avere a che fare con degli spiriti malvagi e fa uscire allo scoperto l’Apostola che li comanda.                                                                                                  |                                      |                                  |
| 15 | Berserk 29 Berserk 30 「ベルセルク 15」 | 30 gennaio 1998 ISBN 4-592-13697-7   | 2 dicembre 1999 7 gennaio 2000   |
| 15 | Capitoli - 100. La regina (女王?, Kuīnu) - 101. Fuochi fatui (鬼火?, Onibi) - 102. Pirkaf dagli occhi rossi (赤い目のピーカフ?, Akai me no Pīkafu) - 103. La ragazza dei ricordi (追憶の少女?, Tsuioku no shōjo) - 104. Il mondo degli esseri con le ali (羽あるものの世界?, Hanearu mono no sekai) - 105. I guardiani (1) (守護者(1)?, Gādian (1)) - 106. I guardiani (2) (守護者(2)?, Gādian (2)) - 107. Gli inseguitori (追跡者?, Tsuisekisha) - 108. La valle della nebbia (1) (霧の谷(1)?, Kiri no tani (1)) - 109. La valle della nebbia (2) (霧の谷(2)?, Kiri no tani (2)) - 110. Bozzoli (繭?, Mayu) |                                      |                                  |
| 15 | Trama L'Apostola faleniforme Lucine ha trasformato i bambini rapiti in demoni, che vengono uccisi da Gatsu. Jill riconosce in Lucine una sua amica d'infanzia, la quale, stufa dei continui litigi tra i genitori e delle violenze, era fuggita di casa con un bejelit senza più fare ritorno. Dopo che Lucine e i suoi sottoposti lasciano il villaggio, Gatsu prende in ostaggio Jill per fuggire dall'assalto dei cittadini e si reca nella Valle della Nebbia per far fuori Lucine e la sua progenie; lungo il cammino è rallentato dall'attacco dei briganti che aveva messo in fuga in precedenza, ora trasformati in enormi insetti dai poteri di Lucine e posti a guardia del suo covo. Non condividendo i metodi di Gatsu, Jill e Pak si mettono in marcia per trovare Lucine e vengono condotti al suo nascondiglio, dove l’Apostola cerca di convincere Jill a diventare un elfo e vivere per sempre felice insieme a lei, ma la ragazza è spaventata dalla ferocia delle piccole creature. Intanto la Sacra Catena Ferrea raggiunge il villaggio di Jill seguendo la pista del Guerriero Nero ed il padre di Jill si offre di accompagnarli alla Valle della Nebbia. Gatsu giunge al covo di Lucine e dà fuoco ai bozzoli dove i bambini vengono trasformati in elfi. |                                      |                                  |
| 16 | Berserk 31 Berserk 32 「ベルセルク 16」 | 26 agosto 1998 ISBN 4-592-13698-5    | 3 febbraio 2000 2 marzo 2000     |
| 16 | Capitoli - 111. Mostri (怪物?, Kaibutsu) - 112. Il male in cielo (空魔?, Kūma) - 113. La notte si tinge di sangue (鮮血の夜空?, Senketsu no yozora) - 114. Tra il male e l'uomo (魔と人の狭間?, Ma to hito no hazama) - 115. Lucciole (蛍?, Hotaru) - 116. Ritorno a casa (家路?, Ieji) - 117. Un elfo nel cielo (青空の妖精?, Sora no yōsei) Arco narrativo: I capitoli della condanna: La catena immobile (断罪篇: 縛鎖の章?, Danzai hen: Bakusa no shō) - 118. La belva delle tenebre (闇の獣?, Yami no kedamono) - 119. L'ordine della sacra catena (1) (聖鉄鎖騎士団(1)?, Seitessa kishi-dan (1)) - 120. L'ordine della sacra catena (2) (聖鉄鎖騎士団(2)?, Seitessa kishi-dan (2)) - 121. L'idolo infranto (空洞の偶像?, Kūdō no gūzō) |                                      |                                  |
| 16 | Trama Gatsu affronta Lucine, la quale sfrutta la sua velocità per arrecare seri danni al guerriero, ma è infine colpita mortalmente. Prima che possa infliggerle il colpo di grazia, tuttavia, Gatsu è fermato dalla Sacra Catena Ferrea, che lo reputa il Falco delle Tenebre della profezia e il responsabile della recente scia di morti. Gatsu tenta di fuggire ma viene circondato dai militari del Vaticano. Debilitato dallo scontro con Lucine, egli prima affronta il vice-comandante Azan, tenendogli testa, poi sviene a causa di un colpo infertogli dalla comandante Farnese, coadiuvata da Serpico. Gatsu viene dunque fatto prigioniero e condotto all'accampamento della Sacra Catena. Interrogato e torturato da Farnese, è costretto a passare la notte fuori in una gabbia, mentre gli spiriti maligni escono ad attaccarlo. |                                      |                                  |
| 17 | Berserk 33 Berserk 34 「ベルセルク 17」 | 29 marzo 1999 ISBN 4-592-13699-3     | 4 maggio 2000 6 luglio 2000      |
| 17 | Capitoli - 122. Colei che non vede (見ざる者?, Mizarumono) - 123. La notte dei miracoli (奇跡の夜?, Kiseki no yoru) - 124. Il ricordo (去来?, Kyorai) - 125. La mattina della verità (真実の朝?, Shinjitsu no asa) Arco narrativo: I capitoli della condanna: La festa della rinascita (断罪篇: 生誕祭の章?, Danzai hen: Seitansai no shō) - 126. La rivelazione divina (1) (啓示(1)?, Keiji (1)) - 127. La rivelazione divina (2) (啓示(2)?, Keiji (2)) - 128. La rivelazione divina (3) (啓示(3)?, Keiji (3)) - 129. La crepa nella lama (刃の亀裂?, Yaiba no kiretsu) - 130. L'esile fiamma (かよわき炎?, Kayowaki honō) - 131. Verso il luogo sacro (1) (聖地へ?, Seichi e (1)) - 132. Verso il luogo sacro (2) (聖地へ?, Seichi e (2)) |                                      |                                  |
| 17 | Trama Gatsu viene liberato da Pak e rapisce Farnese per assicurarsi una via d'uscita dall'accampamento. Durante la fuga, Farnese è posseduta da uno spirito, mostrando a Gatsu il suo lato masochista e libidinoso. Quando giunge Serpico a salvarla, ella gli ordina pertanto di uccidere Gatsu, avendo scoperto il suo segreto, ma il giovane si limita a ferirlo, consapevole di non avere possibilità contro di lui. Mentre riposa, Gatsu ha una visione in cui Caska è in pericolo e decide quindi di fare ritorno da Godor, dove scopre che la donna è fuggita un mese prima e che il fabbro è ormai in fin di vita. Parlando con Rickert, egli apprende che il luogo indicato dalla sua visione è la Torre della Condanna di Sant'Albione e, dopo aver fatto riparare il suo equipaggiamento, vi si dirige insieme a Pak nel tentativo di salvare Caska. Nel frattempo le Midlands sono afflitte da pestilenze e carestie, e in molti cercano conforto dopo aver sognato l'avvento del Falco di Luce, che secondo una profezia porterà pace e salvezza nel mondo. Alla morte del re, la nazione è invasa dal vicino impero Kushan, mentre Zodd incontra Grifis in sogno. Farnese, revocatole dalla Santa Sede l’incarico di inseguire Gatsu, sta intanto scortando l'inquisitore Mozgus sulla via di Albione al comando della Sacra Catena. La delegazione viene assalita da cittadini desiderosi di vendicarsi di Mozgus, che ha sterminato le loro famiglie per futili motivi, ma vengono torturati e uccisi dall’inquisitore e dai suoi feroci uomini. Ad assistere al massacro, tra la folla diretta ad Albione c’è anche Caska. |                                      |                                  |
| 18 | Berserk 35 Berserk 36 「ベルセルク 18」 | 1º ottobre 1999 ISBN 4-592-13716-7   | 7 settembre 2000 2 novembre 2000 |
| 18 | Capitoli - 133. La ricognizione dei Kushan (1) (クシャーン斥候(1)?, Kushān sekkō (1)) - 134. La ricognizione dei Kushan (2) (クシャーン斥候(2)?, Kushān sekkō (2)) - 135. La torre delle ombre (1) (影の塔(1)?, Kage no tō (1)) - 136. La torre delle ombre (2) (影の塔(2)?, Kage no tō (2)) - 137. I figli dell'ombra (影の子ら?, Kage no kora) - 138. Il fanatico (猛信者?, Mōshinja) - 139. Le viscere del luogo sacro (聖地のはらわた?, Seichi no harawata) - 140. La strega (魔女?, Majo) - 141. La strada dei mostri (1) (怪道(1)?, Kaidō (1)) - 142. La strada dei mostri (2) (怪道(2)?, Kaidō (2)) - 143. Le colonne di fuoco (炎の柱?, Honō no hashira) |                                      |                                  |
| 18 | Trama Gatsu salva Isidoro da un gruppo di Barkilaka alle dipendenze di Shilat e, impressionato dalla sua forza, il ragazzo decide di seguirlo. Durante il cammino, il Guerriero Nero si imbatte nel Cavaliere del Teschio, il quale gli preannuncia l'arrivo di una nuova Eclisse e l’avvento del Falco della Mano di Dio. Intanto ad Albione, Mozgus e i suoi discepoli prendono dimora nella locale abbazia e, con l'appoggio della Sacra Catena, avviano una caccia alle streghe e agli eretici tra i profughi che hanno trovato rifugio all'ombra della Torre della Condanna. Per proteggere Caska, Luka la spaccia per sua sorella sifilitica, coprendola di bende. Una sera Nina, una delle prostitute del gruppo di Luka, conduce il suo amante Joachim ad un culto orgiastico segreto, senza accorgersi di essere seguita da Luka e Caska. Joachim è però spaventato dalla setta e fugge precipitando in un burrone. Mentre Luka rimprovera Nina, Caska è circondata dagli eretici, i quali intendono violentarla dopo aver scoperto la farsa della sua malattia. A salvarla interviene suo figlio deforme, facendo credere al culto di trovarsi al cospetto di una strega. Intanto, Farnese ripensa a come conquistò la propria posizione, bruciando gli eretici fin da bambina. |                                      |                                  |
| 19 | Berserk 37 Berserk 38 「ベルセルク 19」 | 29 marzo 2000 ISBN 4-592-13717-5     | gennaio 2001 marzo 2001          |
| 19 | Capitoli - 144. Il guerriero nero nel luogo sacro (聖地の黒い剣士?, Seichi no kuroi kenshi) - 145. Una corsa disperata (迷走?, Meisō) - 146. Il ragazzo ambizioso (野望少年?, Yabō shōnen) - 147. La caverna del male (魔窟?, Makutsu) - 148. Di nuovo insieme (再会?, Saikai) - 149. Il soldato in agguato (伏兵?, Fukuhei) - 150. Il precipizio (断崖?, Dangai) - 151. Le prigioniere (虜囚?, Ryoshū) - 152. La vergine di ferro (鉄の処女?, Tetsu no shōjo) - 153. Il sangue dei morti (1) (亡者の血流(1)?, Mōja no ketsuryū (1)) - 154. Il sangue dei morti (2) (亡者の血流(2)?, Mōja no ketsuryū (2)) |                                      |                                  |
| 19 | Trama Gatsu giunge all'accampamento e si mette in cerca di Caska, ma la ragazza è condotta via da Nina e le due vengono catturate dagli eretici. Il loro capo, il Capro, decide di sacrificare Nina e accoppiarsi con Caska ma Isidoro e Pak giungono in loro aiuto. Joachim intanto guida la Sacra Catena al rifugio della setta, dove l'ordine affronta gli eretici posseduti dagli spiriti maligni attirati da Caska, mentre una misteriosa entità trasforma il Capro in un mostro. Sul luogo giunge anche Gatsu, il quale sconfigge il Capro ma non riesce ad evitare che Caska e Nina siano catturate dalla Sacra Catena Ferrea a causa dell'intervento di Serpico, che si rivela un eccellente stratega. Gatsu costringe comunque l'avversario a ritirarsi e, grazie all'aiuto di Luka, si introduce nella Torre della Condanna. Etichettando Caska come una strega, Mozgus fa rinchiudere la ragazza nella vergine di ferro, tuttavia il suo marchio richiama un ammasso di spiriti maligni che uccidono chiunque capiti loro a tiro. Mozgus ordina allora ai suoi discepoli di affrontare il male grazie alla loro fede. |                                      |                                  |
| 20 | Berserk 39 Berserk 40 「ベルセルク 20」 | 27 ottobre 2000 ISBN 4-592-13718-3   | maggio 2001 luglio 2001          |
| 20 | Capitoli - 155. La tela del ragno (蜘蛛の糸?, Kumo no ito) - 156. Chi vola in alto e chi striscia sul fondo (頂に舞うもの底に這うもの?, Itadaki ni maumono soko ni haumono) - 157. Gli angeli infernali (ヘルス·エンジェルス?, Herusu Enjerusu) - 158. Lo sconosciuto in fondo alla buca (底の底の知られぬ者?, Soko no soko no shirarenu mono) - 159. Chi ha paura (脅えし者?, Obieshimono) - 160. Il segno (兆し?, Kizashi) - 161. Il martirio (殉教?, Junkyō) - 162. La distruzione (崩壊?, Hōkai) - 163. L'ombra dell'idea (1) (イデアの影(1)?, Idea no kage (1)) - 164. L'ombra dell'idea (2) (イデアの影(2)?, Idea no kage (2)) - 165. L'ombra dell'idea (3) (イデアの影(3)?, Idea no kage (3)) |                                      |                                  |
| 20 | Trama Mozgus e i suoi discepoli ricevono poteri sovrumani dall’Apostolo Bejelit e catturano Caska. Luka cade dalla Torre e viene salvata dal Cavaliere del Teschio, il quale affronta l’apostolo Bejelit, che racconta a Luka la propria storia di quando era un emarginato che viveva ai piedi della Torre della Condanna. Gatsu affronta intanto quattro dei discepoli, sconfiggendoli, prima che la Torre cominci a crollare per l’evocazione di numerosi spiriti dei morti e si accorge di un gigantesco marchio sacrificale sull’accampamento dei profughi. Gli spiriti seminano il panico nell'accampamento ma vengono fermati da Mozgus, che sfrutta i suoi nuovi poteri per rassicurare la popolazione ad avere fede. L'inquisitore dà quindi ordine di bruciare Caska, identificandola come la causa del male presente. Mentre il Cavaliere del Teschio si accinge ad affrontare Zodd, giunto ad Albione, l’Apostolo Bejelit dà inizio ai preparativi per l’Eclisse e, conscio di non avere molto tempo da vivere, inghiotte il figlio deforme di Caska. |                                      |                                  |

## Volumi 21-30
| Nº | Titolo italiano Giapponese 「Kanji」 - Rōmaji | Data di prima pubblicazione          | Data di prima pubblicazione      |
| Nº | Titolo italiano Giapponese 「Kanji」 - Rōmaji | Giapponese                           | Italiano                         |
| 21 | Berserk 41 Berserk 42 「ベルセルク 21」 | 29 maggio 2001 ISBN 4-592-13719-1    | 6 settembre 2001 2 novembre 2001 |
| 21 | Capitoli - 166. Il pesce che smuove la superficie dell'acqua (跳魚?, Hane uo) - 167. Il prete mostruoso (1) (怪僧(1)?, Kaisō (1)) - 168. Il prete mostruoso (2) (怪僧(2)?, Kaisō (2)) - 169. Chi prega e chi lotta (縋る者もがく者?, Sugaru mono mogaku mono) - 170. L'onda del buio (1) (闇の津波(1)?, Yami no tsunami (1)) - 171. L'onda del buio (2) (闇の津波(2)?, Yami no tsunami (2)) - 172. La risonanza (共鳴?, Kyōmei) - 173. E il cielo cadde (天墜つ?, Ten otsu) - 174. L'alba (暁?, Akatsuki) - 175. L'apparizione (出現?, Shutsugen) - 176. Decisione e partenza (決意と旅立ち?, Ketsui to tabidachi) |                                      |                                  |
| 21 | Trama Isidoro riesce a salvare Caska dal rogo e a portarla in salvo sulle mura della Torre, dove sono raggiunti da Gatsu che inizia a combattere con Mozgus e i suoi discepoli, riuscendo a prevalere dopo un duro scontro. Senza più l'inquisitore a contenerli, gli spiriti dilagano nell'accampamento e nella Torre, uccidendo civili e soldati. Sebbene stremati, Gatsu, Farnese, Serpico, Jerom, Pak e Isidoro cercano di tenere a bada gli spiriti con il fuoco fino al sorgere del sole. Intanto l'Apostolo Bejelit si sacrifica per dare inizio al rituale e Grifis rinasce nella sua forma umana dal corpo del figlio deforme di Caska. All'alba, Albione viene circondata da Shilat e l'esercito Kushan, il quale tenta di uccidere Gatsu e Grifis. Il membro della Mano di Dio viene però tratto in salvo da Zodd, mentre Gatsu si appropria di un cavallo e fugge con Caska e Pak. Mentre Jerom si riunisce con Luka e le sue compagne prostitute, Nina se ne va con Joaquin. Farnese decide di abbandonare l'ordine e la sua fede e di seguire il Guerriero Nero, scortata da Serpico, mentre il Cavaliere del Teschio osserva il mondo cominciare a sgretolarsi. |                                      |                                  |
| 22 | Berserk 43 Berserk 44 「ベルセルク 22」 | 19 dicembre 2001 ISBN 4-592-13720-5  | 5 aprile 2002 4 luglio 2002      |
| 22 | Capitoli Arco narrativo: I capitoli del falco del regno millenario: Cronache della guerra del sacro male (千年帝国の鷹篇: 聖魔戦記の章?, Mireniamu Farukon hen: Seima senki no shō) - 177. Il mondo che sorride (ほころぶ世界?, Hokorabu sekai) - 178. Rincontrarsi sulla collina delle spade (剣の丘の再会?, Ken no oka no saikai) - 179. Il guerriero bestiale contro il guerriero nero (獣剣士対黒い剣士?, Kedamono kenshi tai kuroi kenshi) - 180. L'immutabilità (不変?, Fuhen) - 181. Prologo delle cronache di guerra (戦記の序章?, Senki no joshō) - 182. L'attacco dei Kushan (クシャーン猛襲?, Kushān mōshū) - 183. Vento di guerra (1) (鬨の風(1)?, Toki no kaze (1)) - 184. Vento di guerra (2) (鬨の風(2)?, Toki no kaze (2)) - 185. La neve e la fiamma prima parte (雪と炎と/前篇?, Yuki to honō to/zenpen) - 186. La neve e la fiamma seconda parte (雪と炎と/後篇?, Yuki to honō to/kōhen) |                                      |                                  |
| 22 | Trama Gatsu, Caska e Pak fanno ritorno da Godor e scoprono che durante la loro assenza il fabbro è morto. Grifis li raggiunge al cimitero delle spade, per verificare se la vista del suo vecchio compagno risvegli in lui rimorso, ma senza effetto. Gatsu tenta di attaccarlo ma è fermato da Zodd, il quale lo impegna in un feroce duello che causa la distruzione della caverna. Grifis si rende conto di provare qualche sentimento di fronte a Gatsu e a Caska ed ipotizza che sia opera del loro bambino, dal cui corpo è rinato. Ordina quindi a Zodd di ritirarsi e si dilegua, ricordando a Gatsu il suo proposito di fondare un regno e offrendo a Rickert la possibilità di seguirlo. Su richiesta di un confuso Rickert, Gatsu rivela la verità sull'Eclisse ma rifiuta l'aiuto del ragazzo, che resterà ad occuparsi di Erika. Senza un posto dove ripararsi, Pak suggerisce a Gatsu di condurre Caska nel reame degli elfi, dove sarebbe al sicuro dagli spiriti nonostante il suo marchio. Nelle Midlands, Grifis frena l’avanzata degli invasori Kushan, attirandosi l'ammirazione degli abitanti e un seguito di guerrieri ed Apostoli. Anche Laqushas, un reietto dei Barkilaka, si mette al suo servizio ed impedisce agli uomini di Shilat di catturare il Falco. Intanto, Farnese e Serpico sono sulle tracce del Guerriero Nero e il giovane ripensa ai propri trascorsi, di come entrò al servizio di Farnese per poi scoprire di essere anch’egli figlio di Lord Vandimion e fratellastro della donna. Entrati nell’ordine della Sacra Catena, Farnese ordinò a Serpico di bruciare la propria madre in quanto eretica. |                                      |                                  |
| 23 | Berserk 45 Berserk 46 「ベルセルク 23」 | 28 giugno 2002 ISBN 4-592-13721-3    | 3 ottobre 2002 9 gennaio 2003    |
| 23 | Capitoli - 187. Viaggio d'inverno (1) (冬の旅路(1)?, Fuyu no tabiji (1)) - 188. Viaggio d'inverno (2) (冬の旅路(2)?, Fuyu no tabiji (2)) - 189. Tempo perduto (こぼれた時間?, Koboreta toki) - 190. Zanne (我牙?, Gaki) - 191. Rincontro nella steppa (荒れ野の再会?, Areno no saikai) - 192. Guerrieri diabolici (戦魔?, Senma) - 193. Il vessillo della spada volante (飛剣の御旗?, Hiken no ohata) - 194. Ali di luce e ombra (光と闇の翼?, Hikari to yami no tsubasa) - 195. La notte delle stelle cadenti (星降る夜?, Hoshi furu yoru) - 196. Come una bambina (嬰児の如く?, Midorigo no gotoku) |                                      |                                  |
| 23 | Trama Gatsu comincia a risentire dello stress e della stanchezza di dover proteggere Caska e sé stesso dai ripetuti attacchi degli spiriti. Durante uno dei tanti scontri, il suo lato oscuro, simboleggiato da un gigantesco lupo famelico, prende così il sopravvento e lo porta a ferire Caska; Gatsu riprende poi il controllo ma la ragazza è ormai traumatizzata e ha perso nuovamente la fiducia nei suoi confronti. Al loro seguito si aggiungono Farnese, Serpico e Isidoro, che Gatsu accetta come compagni di viaggi perché incapace di gestire ulteriormente la situazione da solo. Grifis intanto ha formato una nuova Squadra dei Falchi, composta da celebri guerrieri, Apostoli e prigionieri Kushan passati dalla sua parte, con la quale riconquista i territori delle Midlands. I Falchi giungono in aiuto di un gruppo di soldati guidati dal giovane nobile Myur Wolflame, il quale, affascinato da Grifis, gli giura eterna fedeltà. Nel frattempo il gruppo di Gatsu ha raggiunto una divisione dei compiti e prosegue il suo viaggio. Un pastore li mette però in guardia che lungo il cammino per la città portuale di Vritanis sono presenti dei troll. |                                      |                                  |
| 24 | Berserk 47 Berserk 48 「ベルセルク 24」 | 19 dicembre 2002 ISBN 4-592-13722-1  | 3 aprile 2003 3 luglio 2003      |
| 24 | Capitoli - 197. Troll (獣鬼?, Torōru) - 198. La strega (魔女?, Majo) - 199. Il palazzo dell'albero degli spiriti (1) (霊樹の館(1)?, Reiju no kan (1)) - 200. Il palazzo dell'albero degli spiriti (2) (霊樹の館(2)?, Reiju no kan (2)) - 201. Il mondo degli spiriti (幽界?, Kakuriyo) - 202. La pietra del male (魔石?, Maseki) - 203. Spiriti elementali (元素霊?, Erementaru) - 204. Il villaggio di Inok (イーノック村?, Īnokku mura) - 205. Ambizione e ricordi (野望と追憶?, Yabō to tsuioku) - 206. L'attacco dei troll (獣鬼襲来?, Torōru shūrai) |                                      |                                  |
| 24 | Trama Mentre Serpico manifesta a Gatsu la sua ostilità, Caska, Farnese e Isidoro vengono attaccati dai troll. I tre sono però soccorsi dalla giovane strega Shilke, accompagnata dall'elfa Ibarella. Addentrandosi nella foresta, il gruppo decide di aiutare un uomo di nome Morgan a trovare la strega, per chiederle di soccorrere il suo villaggio depredato dai troll. Giunto alla dimora della strega, il gruppo viene attaccato da golem in grado di rigenerarsi e, grazie all'intuito di Serpico, i viandanti individuano il loro punto debole. La maestra di Shilke, Flora, ordina di interrompere l'attacco e accoglie il gruppo nella sua casa. Qui tutti si riposano e Gatsu ne approfitta per mostrare a Flora il Bejelit, ottenendo qualche spiegazione sulla Mano di Dio. Flora stringe un patto con Gatsu, promettendo di consegnargli un sigillo per annullare gli effetti del marchio, in cambio del suo soccorso al villaggio di Morgan in compagnia di Shilke. La strega fornisce così ad ogni membro del gruppo un'arma magica, abitata dagli spiriti elementali, ma Gatsu rifiuta preferendo tenere la propria spada Ammazzadraghi. Intanto, il Cavaliere del Teschio discute con Flora dell’incontro tra Gatsu e Shilke. Giunto al villaggio di Morgan, il gruppo è osteggiato dal chierico. Quando arriva l’orda dei troll, Serpico li affronta. |                                      |                                  |
| 25 | Berserk 49 Berserk 50 「ベルセルク 25」 | 27 giugno 2003 ISBN 4-592-13723-X    | 2 ottobre 2003 8 gennaio 2004    |
| 25 | Capitoli - 207. La spada magica (魔法の剣?, Mahō no ken) - 208. Lo specchio del peccato (罪の鏡?, Tsumi no kagami) - 209. La magia (魔術?, Majikku) - 210. Il culmine della preghiera (祈りの奥義?, Inori no ōgi) - 211. Il branco del male (1) (魔群(1)?, Magun (1)) - 212. Il branco del male (2) (魔群(2)?, Magun (2)) - 213. Rapide (激流?, Gekiryū) - 214. La sciamana (シャーマン?, Shāman) - 215. Il clifoto (闇?, Kurifoto) - 216. Sudiciume (汚濁?, Odaku) |                                      |                                  |
| 25 | Trama Gatsu, Serpico e Isidoro affrontano i troll, mentre Shilke erige una barriera magica attorno alla chiesa dove si sono rifugiati gli abitanti del villaggio. Il gruppo riesce a tenere a bada i troll ma si trova in difficoltà all'arrivo di un orco e di un kelpie (una creatura elementale d'acqua). Gatsu e Serpico combattono quindi le due creature, dando modo a Shilke di evocare lo spirito d'acqua Dama del Greto. Esso provoca un'inondazione, che spazza via i troll e consente a Gatsu e Serpico di sopraffare i loro avversari. Prima che Shilke riesca a interrompere l'incantesimo, tuttavia, Caska e Farnese sono travolte dai flutti. Mentre Serpico si riprende dalle ferite, Gatsu, Pak e Isidoro seguono Shilke sulla pista delle loro compagne, e scoprono che le due sono state rapite dai troll e condotte al loro nascondiglio, un luogo del mondo astrale chiamato Clifoto abitato dalle creature più disgustose. Qui, i troll stuprano le abitanti del villaggio rapite e da esse nascono nuovi troll. |                                      |                                  |
| 26 | Berserk 51 Berserk 52 「ベルセルク 26」 | 19 dicembre 2003 ISBN 4-592-13724-8  | 29 aprile 2004 22 luglio 2004    |
| 26 | Capitoli - 217. Punizione (報い?, Mukui) - 218. Salvezza (報い?, Sukui) - 219. Sull'orlo dell'Ade (黄泉のほとり?, Yomi no hotori) - 220. La meretrice di visceri (胎海の娼姫?, Harawada no shōki) - 221. Compagni (道連?, Nakama) - 222. Graffi (爪痕?, Tsumeato) - 223. Fiamme (1) (炎上(1)?, Enjō (1)) - 224. Fiamme (2) (炎上(2)?, Enjō (2)) - 225. L'armatura del Berserk (1) (狂戦士の甲冑(1)?, Kyō senshi no kacchū (1)) - 226. L'armatura del Berserk (2) (狂戦士の甲冑(2)?, Kyō senshi no kacchū (2)) |                                      |                                  |
| 26 | Trama Gatsu, Shilke e Isidoro soccorrono Caska, Farnese e le donne e i bambini del villaggio che erano tenuti prigionieri. Il gruppo si dà poi alla fuga, mentre Gatsu rimane ad affrontare i troll. Facendosi pervadere da quell'ebrezza di uccidere che non provava da tempo, Gatsu fa un'ecatombe e crea un cumulo di viscere dal quale prende forma Slan. Il membro della Mano di Dio lo tortura al fine di scatenarne la rabbia ma, grazie all'intervento del Cavaliere del Teschio, Gatsu riesce a danneggiarla e Slan è costretta a ritirarsi. Utilizzando la propria spada di Bejelit, il Cavaliere del Teschio porta Gatsu fuori dal Clifoto prima che Shilke ne sigilli l'ingresso. Una volta ricongiunti, Gatsu e compagni tornano da Flora ma trovano la dimora della strega sotto attacco da parte degli Apostoli, che intendono ucciderla per ordine di Grifis. Mentre il Cavaliere del Teschio tiene a bada Zodd, Gatsu affronta il gigantesco Gurnbeld ma, spossato dalle ferite subite, viene facilmente battuto. Flora chiede quindi a Shilke di consegnare al Guerriero Nero l'armatura del Berserk, un artefatto magico che dona incredibile forza all'utilizzatore ma lo consuma progressivamente e gli impedisce di provare dolore al prezzo della sua stessa salute. Appena indossata, l'armatura assume la forma del demone lupo di Gatsu; l'uomo viene colto da un'irrefrenabile sete di sangue e si avventa su Gurnbeld con rinnovata energia. |                                      |                                  |
| 27 | Berserk 53 Berserk 54 「ベルセルク 27」 | 29 luglio 2004 ISBN 4-592-13725-6    | 25 novembre 2004 27 gennaio 2005 |
| 27 | Capitoli - 227. Il drago del fuoco (火竜?, Hiryū) - 228. Il fondo della fiamma (業火の底?, Gōka no soko) - 229. La partenza della fiamma (炎の旅立ち?, Honō no tabidachi) - 230. La città stregata (魔城?, Majō) - 231. L'imperatore del terrore (恐帝?, Kyōtei) - 232. I darka, i soldati-orchi (鬼兵?, Dāka)) - 233. I cavalieri demoniaci (魔騎士?, Makishi) - 234. Il diavolo (魔神?, Majin) - 235. Il risveglio della principessa addormentata (眠り姫の目覚め?, Nemuri-hime no mezame) Arco narrativo: I capitoli del falco del regno millenario: Falconia (千年帝国の鷹篇: 鷹都の章?, Mireniamu Farukon hen: Farukonia no shō) - 236. Il fragore del mare (潮騒?, Shiosai) |                                      |                                  |
| 27 | Trama Con l'armatura del Berserk, Gatsu costringe Gurnbeld a trasformarsi in drago ma, offuscato dall'istinto omicida dell'artefatto, non si rende conto che per combattere sta distruggendo il proprio corpo. Shilke ricorre quindi alla magia per farlo rinsavire e Flora si sacrifica per permettere al gruppo di scappare, augurando buon viaggio a Shilke con i suoi nuovi compagni. Intanto nelle Midlands, la capitale Windom è stata conquistata dai Kushan ed allestita a sede dell'imperatore Ganishuka. L’uomo, in realtà un Apostolo inebriato di potere, ha rifiutato l'appello di Grifis, intendendo sfidare gli stessi dèi, e ha trasformato la città e l'impero in un covo di demoni e atrocità. Mentre alcuni Apostoli guidati da Rocks agiscono da diversivo, Grifis e Zodd salvano la principessa Charlotte dalla sua prigionia. Molti giorni dopo, Gatsu si è parzialmente ripreso e il gruppo giunge al mare; Farnese chiede a Shilke di poter diventare sua apprendista nello studio della magia. |                                      |                                  |
| 28 | Berserk 55 Berserk 56 「ベルセルク 28」 | 28 febbraio 2005 ISBN 4-592-13726-4  | 28 luglio 2005 29 settembre 2005 |
| 28 | Capitoli - 237. I segni annunciati (告げられし兆し?, Tsugerareshi kizashi) - 238. Un bambino sotto la luna (月下の少年?, Gekka no shōnen) - 239. I messaggeri del male (使い魔?, Tsukaima) - 240. Nebbia malvagia (怪霧?, Kaikiri) - 241. Il makara, la belva del mare (怪霧?, Makara) - 242. Il boato del mare (海鳴り?, Uminari) - 243. Il Jananin, l'essere supremo (超者?, Jan Ānin) - 244. La città prescelta (鎮守府?, Chinjūfu) - 245. La città degli uomini (人間の都市?, Hito no machi) - 246. Il nibbio e la civetta sul molo (桟橋のトンビとフクロウ?, Sanbashi no tonbi to fukurō) |                                      |                                  |
| 28 | Trama Gatsu e Shilke sono raggiunti dal Cavaliere del Teschio, che li mette in guardia sull'uso prolungato dell'armatura del Berserk e li incoraggia a proseguire per Elfhelm, in quanto il re degli elfi potrebbe essere in grado di curare Caska. Intanto, ella si imbatte in un bambino e decide di accudirlo, nonostante Gatsu e Shilke abbiano uno strano presentimento. Il gruppo è attaccato da creature metà spirito e metà animale inviate dal mago dei Kushan, Daiba. Gatsu decide di ricorrere nuovamente all'armatura, convinto di riuscire a controllarla. All'emergere di un enorme mostro marino, tuttavia, l'uomo soccombe al suo demone interiore e, sconfitto il suo avversario, minaccia di attaccare i suoi stessi compagni. Uno spirito senza volto e Shilke riescono però a farlo rinsavire. Alla fine dello scontro il bambino misterioso è scomparso. Il gruppo giunge infine a Vritanis, dove si stanno accalcando gli eserciti fedeli al Papa nella crociata contro i Kushan. Confusa da un tale assembramento di persone ed edifici, Shilke cerca riparo al porto, dove si imbatte nel membro della nuova Squadra dei Falchi Sonia e le due stringono amicizia. Vedendo un gruppo di bambini inseguiti da pirati trafficanti di schiavi, Shilke decide di intervenire. |                                      |                                  |
| 29 | Berserk 57 Berserk 58 「ベルセルク 29」 | 29 settembre 2005 ISBN 4-592-13727-2 | 23 febbraio 2006 29 aprile 2006  |
| 29 | Capitoli - 247. Il colpo di spada (刃傷?, Ninjō) - 248. Il cavaliere (武者?, Musha) - 249. Una cena modesta (ささやかな晩餐?, Sasayaka na bansan) - 250. Ritorno al nido (帰巣?, Kisō) - 251. Vandimion (ヴァンディミオン?, Vandimion) - 252. Nel giardino (庭園にて?, Teien nite) - 253. Il giglio bianco e selvatico (野の白百合?, No no shirayuri) - 254. La madre (母?, Haha) - 255. La festa da ballo (舞踏会?, Butōkai) - 256. Il colonnato (列柱の間?, Rechū no aida) |                                      |                                  |
| 29 | Trama Isidoro e Myur giungono in soccorso di Shilke e Sonia e affrontano i pirati. Il loro capo mette in difficoltà i due spostando lo scontro su barche. Qui tuttavia riposa Azan, caduto ormai in disgrazia, il quale sconfigge i pirati. Sonia offre a Shilke di entrare a far parte della Squadra dei Falchi ma la strega rifiuta, affermando di avere già dei compagni. Il gruppo intanto è alla ricerca di una nave per raggiungere Elfhelm e, poiché tutte le imbarcazioni sono mobilitate per la guerra, Farnese decide di chiedere aiuto a suo padre, Federico de Vandimion. L'uomo rifiuta di aiutarla, considerandola una vergogna per la famiglia, ma Farnese riceve un'offerta da suo fratello Magnifico, che assicura un passaggio su una nave per i suoi compagni in cambio del matrimonio tra la donna e il suo amico Roderick von Staufen. Appreso che Farnese e Serpico non hanno quindi intenzione di continuare il viaggio con loro, Gatsu e i suoi compagni si recano al ballo a cui i Vandimion sono invitati, per convincerli a cambiare idea. Al loro arrivo, tuttavia, sopraggiunge la nebbia ed un mostro controllato dai Kushan. Dopo aver condotto Gatsu in un colonnato in cui il guerriero sarà limitato nel combattimento, Serpico lo sfida a duello per evitare che Farnese sia nuovamente coinvolta. Gatsu parte così all’attacco distruggendo le colonne. |                                      |                                  |
| 30 | Berserk 59 Berserk 60 「ベルセルク 30」 | 29 marzo 2006 ISBN 4-592-13728-0     | 27 luglio 2006 19 ottobre 2006   |
| 30 | Capitoli - 257. Il duello (決闘?, Duel) - 258. Il sovrano dei regni fedeli (教圏の宗主?, Kyōken no sōsha) - 259. La tigre diabolica (妖虎?, Yōko) - 260. L'irruzione (乱入?, Rannyū) - 261. La gabbia arrugginita (錆びた鳥籠?, Sabita torikago) - 262. La proclamazione delle ostilità (宣戦布告?, Sensen fukoku) - 263. L'invasione delle bestie malvagie (妖獣侵攻?, Yōjū shinkō) - 264. La guida del cielo (天啓?, Tenkei) - 265. La città delle bestie malvagie (1) (妖獣都市(1)?, Yōjū toshi (1)) - 266. La città delle bestie malvagie (2) (妖獣都市(2)?, Yōjū toshi (2)) |                                      |                                  |
| 30 | Trama Gatsu riesce a prevalere su Serpico, il quale acconsente allora a scortare il gruppo da Farnese. La sala da ballo è presa d'assalto dalle creature demoniache Kushan e il gruppo di Gatsu e Farnese mette in mostra le proprie abilità per sconfiggere gli avversari. Gatsu chiede a Farnese le sue intenzioni e la ragazza si dichiara intenzionata a continuare il viaggio in loro compagnia. La nebbia che ha intanto invaso la città prende la forma del volto di Ganishuka, il quale dichiara guerra agli eserciti della Santa Sede, mentre i soldati Kushan prendono d'assalto la città e danno alle fiamme il porto. Per dimostrarsi un pretendente all'altezza di Farnese, Roderick offre al gruppo un passaggio per Skelig sulla sua nave da guerra, la quale è rimasta ancorata fuori dal porto, e Magnifico decide di unirsi alla comitiva per mettersi al sicuro. Nel mentre, la scorta dell'anziano Papa ha fatto sosta alle porte di Vritanis, dove il Papa ha una visione di un falco bianco e, risvegliatosi, accetta di seguire i due emissari Sonia e Myur al cospetto di Grifis. Gatsu e gli altri attraversano quindi la città, combattendo le belve e i soldati Kushan che hanno invaso le strade. |                                      |                                  |

## Volumi 31-40
| Nº | Titolo italiano Giapponese 「Kanji」 - Rōmaji | Data di prima pubblicazione              | Data di prima pubblicazione      |
| Nº | Titolo italiano Giapponese 「Kanji」 - Rōmaji | Giapponese                               | Italiano                         |
| 31 | Berserk 61 Berserk 62 「ベルセルク 31」 | 29 settembre 2006 ISBN 4-592-14431-7     | 22 febbraio 2007 24 maggio 2007  |
| 31 | Capitoli - 267. Il porto in fiamme (灼熱湾?, Shakunetsu wan) - 268. Il disco di fiamma (Blaze Rod) (火炎輪?, Blaze Rod) - 269. La bestia con la spada (剣獣?, Kenjū) - 270. Il comandante mago (Paramarishia senai) (仙将?, Paramarishia sen'ān'ī) - 271. Magia orientale (東方魔術?, Tōhō majutsu) - 272. Il serpente (塒巻く者?, Toguro makumono) - 273. La fiamma esplosiva (爆炎?, Bakuen) - 274. L'imperatore dei fulmini (雷帝?, Raitei) - 275. L'arrivo dell'esercito del male (魔軍襲来?, Magun shūrai) - 276. La nuvola colossale (叢雲?, Murakumo) |                                          |                                  |
| 31 | Trama Il gruppo affronta i mostri controllati da Daiba, il comandante mago dei Kushan, e Gatsu si fa possedere dall'armatura per riuscire a sconfiggerli. Incuriosito dal Guerriero Nero, Daiba lo affronta. Shilke riesce a raggiungere spiritualmente Gatsu e a fargli riacquistare coscienza, permettendogli così di utilizzare l'armatura al pieno del suo potenziale senza cedere al proprio demone interiore. Grazie allo sforzo combinato di Gatsu, Shilke e Serpico, anche la creatura più potente di Daiba viene sconfitta, e, deluso dai suoi sottoposti, fa il suo ingresso Ganishuka stesso, sotto forma di nube. L'imperatore propone a Gatsu di unirsi a lui nella lotta contro Grifis ma il guerriero rifiuta. Intanto giungono a Vritanis gli Apostoli della nuova Squadra dei Falchi a combattere l'esercito Kushan. Zodd affronta Ganishuka ma non riesce a ferirlo e viene anzi folgorato più volte dai suoi fulmini e, precipitando, travolge anche Gatsu. |                                          |                                  |
| 32 | Berserk 63 Berserk 64 「ベルセルク 32」 | 29 novembre 2007 ISBN 978-4-592-14432-8  | 22 maggio 2008 17 luglio 2008    |
| 32 | Capitoli - 277. Un attacco disperato (肉弾?, Nikudan) - 278. Spiegare le vele (船出?, Funade) - 279. L'assalto (1) (大侵攻(1)?, Daishinkō (1)) - 280. L'assalto (2) (大侵攻(2)?, Daishinkō (2)) - 281. L'arrivo provvidenziale (飛来?, Hirai) - 282. Il campo di battaglia si spezza (裂ける戦場?, Sakeru senjō) - 283. Il turbine (風巻?, Shimaki) - 284. L'esercito regolare delle Midlands (ミッドランド正規軍?, Middorando taikigun) - 285. L'eroe (英雄?, Eiyū) - 286. Sulla nave (船上にて?, Senjō nite) |                                          |                                  |
| 32 | Trama Gatsu e Zodd decidono di mettere da parte le loro divergenze e di collaborare contro il nemico comune Ganishuka. Shilke intuisce che la nube è solo una proiezione astrale dell'imperatore e che il suo punto debole è in mezzo agli occhi; Gatsu e Zodd trafiggono quindi l'avversario con Ammazzadraghi e lo costringono a tornare al suo corpo materiale. Entrambi gravemente feriti, Zodd decide di posticipare la rivincita con Gatsu, intimandogli però di non sfidare Grifis. Il gruppo sale sulla scialuppa dove stava riposando Azan e raggiunge così la nave di Roderick. L'indomani, le truppe della Santa Sede si stanno riorganizzando dopo l'attacco a sorpresa, quando sopraggiunge il grosso dell'esercito Kushan guidato dall'imperatore stesso. Colti di sorpresa, gli assediati vengono travolti dagli invasori, fino a quando non interviene la nuova Squadra dei Falchi. Gli Apostoli sbaragliano le truppe nemiche e lo stesso Grifis penetra nella carrozza di Ganishuka. Indebolito da un improvviso soffio di vento, l'imperatore accetta di posticipare lo scontro finale col Falco a Windom e ordina all'esercito di ritirarsi. L'entusiasmo dei nobili riuniti a Vritanis si trasforma però in diffidenza quando Grifis si presenta come generale dell'esercito regolare delle Midlands e chiede alle truppe riunite di servire sotto il suo comando o di lasciare la nazione. A distendere la situazione arrivano la principessa Charlotte, che annuncia il suo fidanzamento con Grifis, e il Papa, che riconosce nel Falco il salvatore del mondo. Intanto sulla nave, Azan, che tiene celata la propria identità per vergogna, allena Isidoro al combattimento, Gatsu si rimette dalle sue ferite e Farnese continua il suo studio della magia con Shilke. |                                          |                                  |
| 33 | Berserk 65 Berserk 66 「ベルセルク 33」 | 24 ottobre 2008 ISBN 978-4-592-14433-5   | 23 aprile 2009 18 giugno 2009    |
| 33 | Capitoli - 287. Bolle d'aria (水泡?, Suibō) - 288. La battaglia navale (1) (海戦(1)?, Kaisen (1)) - 289. La battaglia navale (2) (海戦(2)?, Kaisen (2)) - 290. Un grido dal buio (闇からの咆哮?, Yami kara no hōkō) - 291. Il sogno premonitore (予知夢?, Yochimu) - 292. La nebbia mortale (死の霧?, Shi no kiri) - 293. Ombre silenziose (静寂なる闇?, Seijaku naru yami) - 294. L'esodo (エクソダス?, Ekusodasu) - 295. Shiva, il dio della fine (末神?, Matsukami) - 296. Un frastuono nel cielo (轟天?, Goten) |                                          |                                  |
| 33 | Trama La nave di Roderick viene bersagliata dai pirati affrontati a Vritanis, ma le capacità tattiche e di navigazione del capitano del Cavallo Marino si rivelano eccezionali e gli avversari sono sonoramente sconfitti. Ottenuto l'appoggio dei nobili delle Midlands e della Santa Sede, Grifis marcia con il suo esercito verso Windom per regolare i conti con Ganishuka. Intanto nella capitale, nonostante gli avvertimenti di Daiba, l'imperatore tenta di superare il limite di Apostolo immergendosi nella camera col Bejelit artificiale che ha usato per dare vita alle sue creature demoniache. La nebbia che formava il suo corpo e che aveva invaso la città viene assorbita nella camera, uccidendo tutti coloro che si trovano sulla sua strada. Gli abitanti, avvertiti da un sogno premonitore, sfuggono alla foschia, e, indossate le armature degli scomparsi soldati Kushan, riescono a fuggire dalla città, complice l'indifferenza di Shilat, il quale ha ormai rinnegato l’imperatore. Mentre i civili raggiungono Grifis ed il suo esercito, dalle macerie del tempio emerge Ganishuka, il quale ha ottenuto un corpo gigantesco e mostruoso al prezzo della propria sanità mentale. Il Papa esorta però tutti ad avere fede nel “Falco di luce”. |                                          |                                  |
| 34 | Berserk 67 Berserk 68 「ベルセルク 34」 | 25 settembre 2009 ISBN 978-4-592-14434-2 | 22 aprile 2010 17 giugno 2010    |
| 34 | Capitoli - 297. Il dio ottenebrato (盲目の巨神?, Mōmoku no kyoshin) - 298. Scatenare il male (放魔?, Hōma) - 299. La battaglia inumana (人外の戦場?, Jingai no senjō) - 300. La sacerdotessa del Falco (鷹の巫女?, Taka no miko) - 301. Il caos (混沌?, Konton) - 302. Il volo (飛翔?, Hishō) - 303. Controluce (逆光?, Gyakkō) - 304. La fenditura (亀裂?, Kiretsu) - 305. L'inizio del mondo (開闢?, Kaibyaku) - 306. Il mondo fantastico (幻造世界?, Fantajia) |                                          |                                  |
| 34 | Trama Ganishuka, ormai impazzito, calpesta i suoi stessi soldati e distrugge tutto ciò che ha attorno. Dai suoi piedi appaiono creature mostruose che attaccano gli eserciti delle Midlands. Grifis ordina agli Apostoli di intervenire, ma il prospetto di combattere a fianco a dei mostri, tali e quali alle creature che si vorrebbe sconfiggere, fa esitare gran parte dei soldati. Sonia convince allora i militari a combattere per Grifis, facendo sì che anche gli uomini scendano in battaglia al fianco degli Apostoli. Al sopraggiungere di Ganishuka, Grifis cavalca Zodd fino alla testa dell'imperatore. Improvvisamente appare il Cavaliere del Teschio, il quale tenta di uccidere Grifis con la Spada del Richiamo, ma il membro della Mano di Dio deflette il fendente su Ganishuka, aprendo un portale per i livelli più profondi del mondo astrale. Una luce abbagliante si irradia dalla testa dell'imperatore, coprendo l'intero globo e causando il sovrapporsi del piano spirituale al mondo reale e la conseguente apparizione di mostri e creature fantastiche. |                                          |                                  |
| 35 | Berserk 69 Berserk 70 「ベルセルク 35」 | 29 settembre 2010 ISBN 978-4-592-14435-9 | 14 aprile 2011 14 luglio 2011    |
| 35 | Capitoli - 307. La città del Falco (ファルコニア?, Farukonia) Arco narrativo: I capitoli del mondo fantastico: L'isola degli elfi (幻造世界篇: 妖精島の章?, Fantajia hen: Yōseijima no shō) - 308. La nave fantasma (1) (幽霊船①?, Yūreisen (1)) - 309. La nave fantasma (2) (幽霊船②?, Yūreisen (2)) - 310. La nave fantasma (3) (幽霊船③?, Yūreisen (3)) - 311. L'isola sperduta (孤島?, Kotō) - 312. La ragazza delle mareggiate (鳴る瀬ろの娘?, Narusero no musume) - 313. Le genti del Mare Maledetto (禍海の者共?, Magawada no monodomo) - 314. Tentacoli umani (人触手?, Hito shokusha) - 315. La nave tentacolare (触手船?, Shokusha fune) |                                          |                                  |
| 35 | Trama Il corpo di Ganishuka si cristallizza in un albero gigante, alla cui base, dove sorgeva Windom, spunta una nuova città, che il Papa battezza prontamente Falconia. Grifis marcia quindi nella sua nuova capitale in testa a uno stuolo di soldati, civili ed Apostoli. Intanto Gatsu e il suo gruppo continuano il loro viaggio per mare. I pirati precedentemente sconfitti vengono divorati da un mostro marino e rinascono come i suoi tentacoli. Rimessosi dalle ferite, Gatsu e i soldati di Roderick riescono a metterli nuovamente in fuga ma la nave rimane danneggiata nello scontro. Roderick ordina dunque di fare scalo su una piccola isola per effettuare le riparazioni necessarie. Sbarcati sull'isola, Isidoro e Shilke fanno la conoscenza di Isma, una ragazza in parte sirena che rivela loro che l'isola è il rifugio dell’antico Dio del Mare. Il resto del gruppo intanto si ristora nella locanda del villaggio dell'isola, dove nota uno strano comportamento negli abitanti. Con il calare della sera infatti gli isolani si rivelano essere anch’essi estensioni del Dio del Mare. All'arrivo dei pirati, Gatsu è costretto a ricorrere al potere dell'armatura per combattere, mentre Shilke accorre da lui. |                                          |                                  |
| 36 | Berserk 71 Berserk 72 「ベルセルク 36」 | 23 settembre 2011 ISBN 978-4-592-14436-6 | 2 febbraio 2012 5 aprile 2012    |
| 36 | Capitoli - 316. La luna piena (1) (満月①?, Mangetsu (1)) - 317. La luna piena (2) (満月②?, Mangetsu (2)) - 318. Il guerriero ferino (獣士?, Kedamono) - 319. Il dio del mare (1) (海の神①?, Umi no kami (1)) - 320. Il dio del mare (2) (海の神②?, Umi no kami (2)) - 321. Il dio del mare (3) (海の神③?, Umi no kami (3)) - 322. Il cuore vibrante (震臓?, Shinzō) - 323. Il richiamo dal profondo (深き呼び声?, Fukaki yobigoe) - 324. La sirena (1) (人魚①?, Merō (1)) |                                          |                                  |
| 36 | Trama Shilke tenta invano di far rinsavire Gatsu, preda del raptus dell'armatura, sotto il cui influsso falcidia senza pietà i mostri. Improvvisamente appare il bambino incontrato sulla spiaggia di Vritanis, il quale aiuta Gatsu a recuperare il controllo. Roderick vorrebbe salpare immediatamente dall'isola ma Gatsu gli fa notare che al largo sarebbero facile preda del Dio del Mare. Il guerriero, con il supporto magico di Shilke, decide di farsi divorare dal Dio del Mare per sconfiggerlo dall'interno. Gatsu si avvicina pertanto al cuore del nemico ma, avvertito il pericolo, la creatura gli invia contro una serie di bestie e intensifica il battito cardiaco per indebolire il guerriero. Credendolo morto, i pirati e gli altri tentacoli del Dio del Mare attaccano il resto del gruppo sul Cavallo marino, ma la magia protettiva di Farnese e un'azione combinata di Isidoro e Isma li mettono in fuga. Isidoro finisce però per cadere in acqua e Isma si tuffa per salvarlo. La ragazza ode una voce sussurrarle il suo vero nome e, pronunciatolo, Isma si trasforma in sirena, mentre uno stuolo di sirene si avvicina all'isola. |                                          |                                  |
| 37 | Berserk 73 Berserk 74 「ベルセルク 37」 | 29 marzo 2013 ISBN 978-4-592-14437-3     | 5 settembre 2013 7 novembre 2013 |
| 37 | Capitoli - 325. La sirena (2) (人魚②?, Merō (2)) - 326. Unione vocale (声連?, Seiren) - 327. L'emersione (浮上?, Fujō) - 328. Una stella cadente (流星?, Ryūsei) - 329. Il fiore primaverile di un giorno lontano (1) (遠い日の春花①?, Tōi hi no shunka (1)) - 330. Il fiore primaverile di un giorno lontano (2) (遠い日の春花②?, Tōi hi no shunka (2)) - 331. Il fiore primaverile di un giorno lontano (3) (遠い日の春花③?, Tōi hi no shunka (3)) - 332. Il carro coperto (幌馬車?, Horobasha) - 333. Il paradiso (楽土?, Paradaisu) |                                          |                                  |
| 37 | Trama Quasi cieco e sordo a causa delle vibrazioni emesse dal cuore del Dio del Mare e per l'uso prolungato dell'armatura, Gatsu sembra cedere allo sforzo. Quando però le sirene si mettono a cantare, indeboliscono il Dio del Mare, e Gatsu, guidato da Shilke, ne approfitta per rialzarsi e tagliare in due il cuore della creatura. Incapace di muoversi, tuttavia, il guerriero rischia di perire nell'affondamento del corpo del Dio del Mare, nonostante gli sforzi delle sirene e dei suoi compagni di salvarlo. Gatsu viene nuovamente salvato dallo spirito del bambino, che gli indica la strada per raggiungere il mare ed essere infine portato in salvo dalle sirene. Mentre il Guerriero Nero si riprende grazie alla magia curativa di Shilke e Farnese, la nave viene scortata dalle sirene verso Elfhelm. Così come era apparso, il bambino sparisce misteriosamente, inducendo Shilke a credere che si possa trattare di un emissario di Elfhelm o del re degli elfi in persona. Intanto Rickert, Erika e la carovana in cui viaggiano è attaccata da troll e altre creature demoniache che hanno ormai invaso il mondo ma sono salvati da un'armata della nuova Squadra dei Falchi guidata dal generale Ravan ed Arwain. I viandanti giungono così sani e salvi a Falconia, l'unica enclave libera dai mostri grazie ai poteri di Grifis. |                                          |                                  |
| 38 | Berserk 75 Berserk 76 「ベルセルク 38」 | 24 giugno 2016 ISBN 978-4-592-14438-0    | 3 novembre 2016 12 gennaio 2017  |
| 38 | Capitoli - 334. La città degli umani (人の都?, Hito no miyako) - 335. Il diritto divino dei re (王權神授?, Ōken shinju) - 336. Il pandemonio (万魔殿?, Ban-maden) - 337. Il ponte della separazione (別離の橋?, Betsuri no hashi) - 338. Il sicario del crepuscolo (夕闇の死客?, Yūyami no shikaku) - 339. La capitale illuminata dalla luna (月下の王都?, Gekka no ōto) - 340. Combattere al buio (暗闘?, Antō) - 341. Fuga in volo (逃飛翔?, Tō hishō) - 342. Lo sbarco (上陸?, Jōriku) |                                          |                                  |
| 38 | Trama Rickert e Erika vengono accolti a Falconia da Luka e dalle sue amiche. In virtù della sua appartenenza alla prima Squadra dei Falchi, Rickert viene invitato a un incontro con Grifis; tuttavia il ragazzo, conscio di quanto accaduto durante l'Eclissi e accortosi della mostruosità dell'utopia creata dal Falco dietro la sua apparente facciata, rifiuta la proposta di Grifis e anzi lo schiaffeggia in pubblico. Indeciso se lasciare la città, Rickert viene attaccato da Laqushas ma è salvato da Shilat e dai suoi compagni, che riescono a far battere in ritirata l'Apostolo. In cambio della promessa di rivelargli le informazioni su Grifis di cui è al corrente, Rickert ottiene da Shilat di essere portato in salvo insieme a Erika al villaggio natale dei Barkilaka. Durante i preparativi per la partenza Laqushas attacca nuovamente, ma grazie all'intervento provvidenziale di Daiba, il gruppo e il mago riescono a lasciare la città. Altrove, dopo alcuni giorni di navigazione, il Cavallo marino giunge infine all'isola di Skelig. La madre di Isma avverte il gruppo di non trascorrere troppo tempo sull'isola, dal momento che un giorno su di essa corrisponde ad anni nel mondo esterno. I viaggiatori si accorgono però che il tragitto per Elfhelm è disseminato di trappole per dissuadere i visitatori. Giunti a un campo di zucche, Isidoro scatena inavvertitamente un gruppo di spaventapasseri animati, che li attacca. |                                          |                                  |
| 39 | Berserk 77 Berserk 78 「ベルセルク 39」 | 23 giugno 2017 ISBN 978-4-592-14439-7    | 2 novembre 2017 11 gennaio 2018  |
| 39 | Capitoli - 343. Il fantoccio fiammeggiante (炎の人形?, Honō no ningyō) - 344. Il villaggio delle streghe (魔女の村?, Majo no mura) - 345. Gli arcimaghi (大導師?, Daidōshi) - 346. Il paese degli elfi (妖精郷?, Erufuherumu) - 347. Il re della tempesta di petali (花吹雪く王?, Hana fubuku ō) - 348. Il deserto in penombra (薄闇の荒野?, Usukuragari no kōya) - 349. La galleria dei sogni (夢の回廊?, Yume no kairō) - 350. Un frammento dei ricordi (記憶の欠片?, Kioku no kakera) |                                          |                                  |
| 39 | Trama Gatsu e i suoi compagni hanno facilmente la meglio sugli spaventapasseri e sul colossale fantoccio di vimini mandato ad affrontarli dalla giovane strega Morda. Il saggio arcimago Gedfrin interviene per calmare gli animi e, consapevole che i visitatori non rappresentano una minaccia, li guida al suo villaggio, popolato da maghi e streghe. Ai viaggiatori viene concessa udienza presso il consiglio dei grandi maestri, composto dai più potenti maghi dell'isola. Viene rivelato a Gatsu che Grifis, assunta l'identità del Falco di luce, ha causato il grido del mondo spirituale dando alle fiamme tutti i boschi degli spiriti simili a quelli in cui vivevano Shilke e Flora. La barriera tra mondo reale e fantastico è così venuta meno, causando la comparsa di creature mitologiche e l'emersione dell'albero del mondo. Il gruppo di Gatsu attraversa poi il Paese degli elfi in cui Pak era cresciuto per raggiungere la dimora del re dell'isola, imbattendosi in centauri, unicorni e altri animali fantastici. Arrivati a un gigantesco ciliegio si ritrovano finalmente al cospetto di Danan, la gentile e altruista regina della tempesta di petali che acconsente a restituire la ragione a Caska. La sovrana guida quindi Shilke e Farnese nella galleria dei sogni, un mondo onirico composto dai ricordi e dalle esperienze vissute da Caska. In tale dimensione vi trovano un cane mutilato rappresentante Gatsu, condurre una bara con all’interno la bambola ridotta a pezzi, corrispondente alla memoria di Caska. Poiché inconsciamente la ragazza non desidera ricordare la terribile esperienza vissuta, ella fa di tutto per ostacolare le due streghe nel recuperare i ricordi con cui riparano la bambola.                                       |                                          |                                  |
| 40 | Berserk 79 Berserk 80 「ベルセルク 40」 | 28 settembre 2018 ISBN 978-4-592-14440-3 | 9 maggio 2019 20 giugno 2019     |
| 40 | Capitoli - 351. La foresta di spine e cadaveri (屍と針杉の森?, Shikabane to harisugi no mori) - 352. La causa (元凶?, Genkyō) - 353. L'ultimo frammento (最後の欠片?, Saigo no kakera) - 354. Risveglio (覚醒?, Mezame) - 355. Tra i rami, sotto i raggi del sole (木漏れ日の下で?, Komorebi no shita de) - 356. Giganti (巨人?, Yotun) - 357. Ritorno trionfale all'alba (有明の凱旋?, Ariake no gaisen) |                                          |                                  |
| 40 | Trama Shilke e Farnese giungono al termine del loro viaggio nella mente di Caska per recuperare l’ultimo frammento dei suoi ricordi. Aiutate dalla magia e da una materializzazione di Flora, le due streghe superano anche l'ultimo guardiano dei sogni di Caska, un falco spietato che rappresenta la sua immagine mentale di Grifis, e sperimentano l'orrore vissuto dall'amica durante l'Eclissi. Caska si risveglia così dopo moltissimo tempo finalmente consapevole della sua identità e viene accolta allegramente da Farnese e Shilke, felici di poter conoscere la vera Caska. La regina Danan la invita a incontrare Gatsu che la sta attendendo impaziente, tuttavia il ricordo dei traumi subiti da Caska si manifesta proprio nel momento stesso in cui incrocia lo sguardo del suo amato, spingendola a gridare di terrore. Nel mentre, Grifis conduce con successo il suo esercito composto da uomini e Apostoli in guerra contro i Giganti, sconfiggendoli con facilità e uccidendo personalmente il capo nemico. Con l'aiuto della sacerdotessa Sonia, il Falco di luce guida poi la sua armata attraverso i rami dell'albero del mondo e consente a tutti quanti di fare un rapido e glorioso ritorno alla capitale. |                                          |                                  |

## Volumi 41-in corso
| Nº | Titolo italiano Giapponese 「Kanji」 - Rōmaji | Data di prima pubblicazione                                                                   | Data di prima pubblicazione       |
| Nº | Titolo italiano Giapponese 「Kanji」 - Rōmaji | Giapponese                                                                                    | Italiano                          |
| 41 | Berserk 81 Berserk 82 「ベルセルク 41」 | 24 dicembre 2021 ISBN 978-4-592-10629-6 (ed. regolare) ISBN 978-4-592-10629-6 (ed. limitata)  | 10 novembre 2022 15 dicembre 2022 |
| 41 | Capitoli - 358. L'alba dell'impero (帝国の黎明?, Teikoku no reimei) - 359. Barriera (障壁?, Shōheki) - 360. Il giardino dei ciliegi (桜の園?, Sakura no sono) - 361. Forra (渓谷?, Keikoku) - 362. Visioni di morte (幻死?, Genshi) - 363. Scimmia salterina (跳猿?, Chōen) - 364. Una lacrima di rugiada (朝露の涙?, Asatsuyu no namida) |                                                                                               |                                   |
| 41 | Trama La riunione dei ministri di Falconia successiva al trionfo militare di Grifis evidenzia la complessità nella gestione di un così grande regno. Con l'aiuto di Charlotte, Grifis espone una serie di grandi progetti e innovazioni che permetteranno loro di riconquistare il mondo caduto nelle mani delle creature fantastiche e la nascita di un unico grande impero degli uomini. Dopo una notte d'amore con la principessa, il falco di luce sparisce misteriosamente tra i rami dell'albero del mondo sotto i raggi d'una luna piena. Nel frattempo, Caska dimostra di essere ancora la guerriera impavida che era un tempo. Accolta con gioia nel gruppo, è suo malgrado costretta a stare lontana dall'amato Gatsu, poiché la sua presenza scatena in lei un disturbo post traumatico da stress che la porta a ricordare le atrocità subite durante l’Eclisse. Mentre tutti gli altri si divertono spensierati o affinano le proprie abilità magiche con l'aiuto delle streghe e dei maghi presenti, Gatsu è quindi costretto a isolarsi dal resto del gruppo e ad allenarsi da solo con la spada. Qui, viene avvicinato dal Cavaliere del Teschio, noto sull’isola degli elfi come “maestà”. I due, accompagnati dall'arcimago Gedfrin e seguiti da Morda e Shilke, si recano in visita al leggendario fabbro Hanarr, il nano creatore delle straordinarie armature che Gatsu ed il Cavaliere indossano. Hanarr mette in guardia il guerriero nero a proposito dell’armatura e lo mette alla prova, facendogli rivivere il momento in cui, durante un’Eclissi, un monarca del passato (probabilmente l’imperatore Gaisselick) perdette la sua amata, divenendo così il Cavaliere del Teschio. Gedfrin spiega inoltre a Shilke che Flora fu un’allieva di quella Sacerdotessa e che fu bandita dall’isola per aver infranto un tabù. Con la luna piena, fa la sua apparizione sull'isola degli elfi anche il bambino misterioso, affezionato a Caska e a Gatsu. L’indomani, il gruppo passa dei momenti spensierati come fosse una famiglia, fino a quando Caska non realizza di aver già provato quello stesso affetto per il feto che abortì in seguito alla contaminazione. Proprio in quel momento, davanti a lei e a Gatsu, il bambino si trasforma e assume in lacrime le sue vere sembianze: quelle di Grifis. |                                                                                               |                                   |
| 42 | Berserk 83 Berserk 84 「ベルセルク 42」 | 29 settembre 2023 ISBN 978-4-592-16692-4 (ed. regolare) ISBN 978-4-592-10635-7 (ed. limitata) | 13 giugno 2024                    |
| 42 | Capitoli - 365. Calma di plenilunio (十六夜のしじま?, Izayoi no shijima) - 366. L'occhio della marea (潮流の目?, Maerusutoromu no me) - 367. Il ciliegio svanisce come nebbia (桜散霧消?, Ōsanmushō) - 368. I distruttori (蝕む者たち?, Mushibamu monotachi) - 369. L’effimera isola solitaria (泡沫の孤島?, Utakata no kotō) - 370. I profughi dei mari dell’ovest (西海の流民?, Saikai kara no nanmin) - 371. La fiammella che si spegne nella notte scura (狭き暗夜に消ゆる灯火?, Semaki an'ya ni shō yuru tomoshibi) - 372. Il corvo rosso dorme nella gabbia (赤いカラスは鳥かごで眠る?, Akai Karasu wa Torikago de Nemurui) - 373. L’anello di ferro arrugginito non può camminare (歩みかなわぬ錆びた鉄輪?, Ayumi kanawanu sabita tetsurin) |                                                                                               |                                   |
| 42 | Trama La presenza di Grifis viene percepita da tutte le creature presenti sull’isola degli elfi. Gatsu si scaglia contro di lui ma nessuno dei suoi attacchi va a segno e Grifis rapisce Caska, portandola con sé e Zodd a Falconia. Skelig viene distrutta e invasa da spiriti malvagi del sottosuolo, dissolvendo la barriera che la separava dal mondo. Danan, Isma e tutte le creature magiche che la abitavano scompaiono. Il gruppo di Gatsu, così come i maghi dell’isola, riescono a salvarsi salendo sulla nave di Roderick, che viene tuttavia assalita da un esercito Kushan, mentre Gatsu è sconvolto per non aver potuto salvare Caska. |                                                                                               |                                   |

## Capitoli non ancora in formatotankōbon
- 83.  (深淵の神(2)?, Shin'en no kami (2))[N 1]
- 374. La bestia nera sopita sta aspettando la sua occasione (眠れる黒の獣は ただ静かに佇むのか?, Nemureru kuro no kemono wa tada shizuka ni tatazumu no ka)
- 375. Sorge l'alba sulla nebbia inflessibile della notte (晴れぬ夜霧の朝まだき?, Harenu yogiri no asamadaki)
- 376. La superficie tremante del mare e l'ombra calamitosa della guerra (海の震える表面と悲惨な戦争の影?, Umi no furueru hyōmen to hisan'na sensō no kage)
- 377. Serpe in seno (獅子身中の蟲?, Shishi shinchū no mushi)
- 378. L'assassino invitato (招かれし刺客?, Maneka reshi shikaku)
- 379. Coloro che danzano nelle profondità dell'inferno (阿鼻無間に踊る者たち?, Abi mugen ni odoru sha tachi)
- 380. Le ombre muoiono due volte (影は二度死ぬ?, Kage wa ni do shinu)
- 381. La luna crescente splende sulla schiena dell'esiliato (弦月は流刑人の背を照らす?, Gengetsu wa Ryūkeijin no Se o Terasu)